# Центрально-Чорноземний заповідник
Центра́льно-Чорнозе́мний запові́дник, повна офіційна назва Центра́льно-Чорнозе́мний держа́вний приро́дний біосфе́рний запові́дник і́мені профе́сора В. В. Альо́хіна (рос. Центрально-Чернозёмный государственный природный биосферный заповедник имени профессора В. В. Алёхина) — біосферний заповідник, розташований у Курській області Росії. Заснований 10 лютого 1935 року. Площа охоронюваної території становить 5 287,4 га, буферна зона займає 30 780,7 га. Заповідник створений задля охорони цілинних степів і лісів різних типів, для дослідження чорноземів і степових біоценозів. Його флора налічує 1287 видів судинних рослин і близько 1000 видів грибів. Фауна Центрально-Чорноземного заповідника включає ссавців 50 видів, птахів — 226, плазунів — 5, земноводних — 10, павуків — 191, комах — понад 4000 видів. Заповідна біота охоплює 90 % біорізноманіття живих організмів у Курській області. Загалом 227 таксонів з описаних на території заповідника включені до Червоної книги Курської області, а 55 — до Червоної книги Росії.
Заповідник названий за місцем розташування — у центрі європейської частини країни, в смузі чорноземів, називаній Центральночорноземним районом.

## Історія

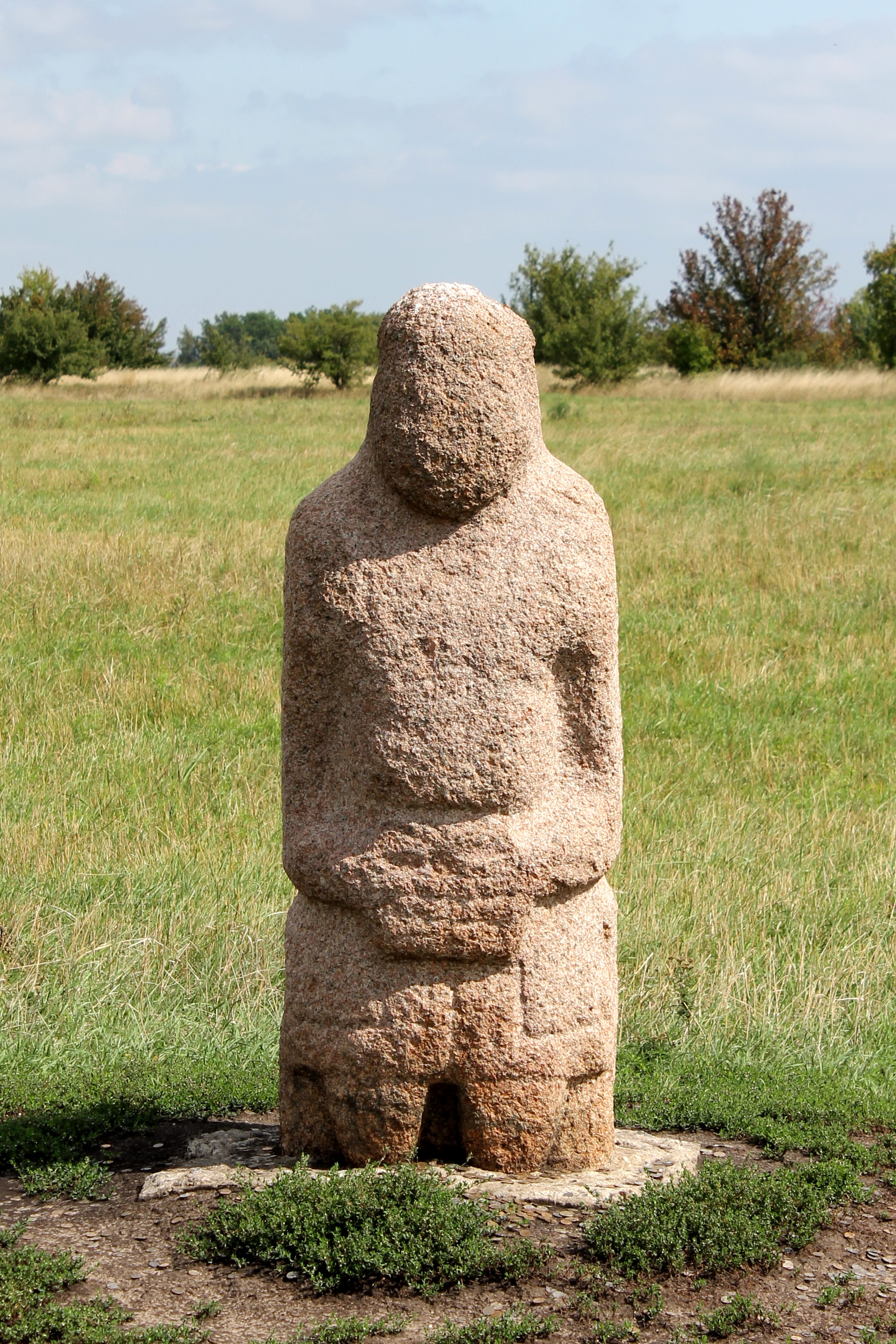
Від прадавніх часів у степах заповідника залишились кам'яні баби.

До XI століття терени Центрально-Чорноземного заповідника були територією розселення половців. Згадки про це і сьогодні можна віднайти у його степах в образі характерних бовванів — кам'яних баб. На межі I—II тисячоліть ці землі опинились на східній межі Дикого Поля, де стикались дві культури: слов'янська, яку представляли племена сіверян, і азійська, яку представляли кочові племена татар. На тривалий час це обумовило характер експлуатації місцевих земель: обидві сторони використовували їх здебільшого як сіножаті і пасовища, оскільки землеробство у зоні постійних набігів було нерозвинене. З XVI століття на Курщині стали селитись слобожанські селяни і більшість степів перетворилась на ріллю, однак терени заповідника залишались незайманими, оскільки ці ділянки були передані в користування курському стрілецькому гарнізону, чиї козаки випасали тут своїх коней.
Такий порядок природокористування їхні нащадки зберігали до початку XX століття, коли студент Московського університету В. В. Альохін відкрив для науки залишки цілинних степів. У 1908 році в Московському товаристві натуралістів майбутній професор прочитав доповідь, а в 1909—1910 роках опублікував дві статті про Стрілецький і Козацький степ під Курськом. У 1919 році Московський ґрунтовий комітет організував дослідження обох ділянок, а в 1921 році В. В. Альохін відкрив Ямський степ — цілинну ділянку, що раніше належала поштовому відомству і була пасовищем ямщицьких коней. У 1930—1935 роках Стрілецький і Ямський степи належали Курському обласному музею краєзнавства, який уберіг їх від розорювання. 10 лютого 1935 було прийняте рішення про заповідання означених місцин. Новоутворений Центральночорнозе́мний держа́вний запові́дник складався з таких ділянок: Стрілецький степ — 2000 га, Козацький степ — 1200 га (обидва в Курській області), Ямський степ — 500 га (в Бєлгородській області) та Хреновський степ — 836,4 га (у Воронезькій області). 1936 року останню ділянку зі складу заповідника виключили, а в 1937—1947 роках приєднали нові ділянки, збільшивши його площу загалом на 1241 га.
Заповідник сильно постраждав в роки Другої світової війни: майно природоохоронної установи евакуювали до Мордовського заповідника, однак її нерухомість була пограбована місцевими жителями. За 15 місяців німецької окупації в заповіднику було вирубано чимало дібров, велись заготівлі рослинної сировини для виробництва гутаперчі. Наприкінці війни рельєф охоронної зони спотворили численні оборонні споруди радянської армії: окопи, землянки, капоніри. У 1945 році штат заповідника складався з однієї особи — його директора.
У 1947 році курською владою було взято під охорону два урочища — Баркаловка і Букреєві Барми. Обидва включили до складу Центрально-Чорноземного заповідника у 1969 році. 1979 року Центрально-Чорноземному заповіднику надали статус біосферного. У 1990-х роках територія заповідника збільшувалась: так, 1993 року до нього включили Лисі Гори, 1995-го — Стінки Ізгор'я, 1998-го — Зоринську ділянку і ділянку Заплава Псла. У 1999 році Ямську ділянку, Стінки Ізгор'я та Лисі Гори передали заповіднику «Бєлогор'є». Таким чином сучасно площа заповідного ядра складає 5287,4 га, площа буферної зони 30 780,7 га.

## Клімат
Центрально-Чорноземний заповідник розташований в зоні помірно холодного клімату. Середньорічна температура повітря на його території 5,7 °C. Найхолодніший місяць — січень, чия середня температура становить −7,9 °C. Середня температура найтеплішого місяця, липня, дорівнює 18,9 °C. Територія заповідника зазнає кліматичних змін внаслідок глобального потепління, наприклад, у 1980-х роках середні температурні показники за рік, січень і липень, відповідно, становили 5,3 °C, −9,0 °C та 18,7 °C. Найнижча температура зареєстрована у лютому 1956 року (−35,4 °C), а найвища — у липні 1947 і серпні 1972 років (35,6 °C). Середньорічна тривалість вегетаційного періоду складає 185 днів. Тривалість сонячного сяяння становить 1800 годин.
Середньорічна кількість опадів становить 570 мм і перевищує річне випаровування (408 мм). Кількість опадів дуже нерівномірна як за роками, так і за сезонами. Найбільше опадів зареєстрували у 1951 році (768 мм), найменше — у 2010 (404 мм). Рекордна добова кількість опадів зафіксована 14 липня 1964 року — 115 мм. Найбільше опадів буває взимку, найменше — влітку. В середньому 190 днів на рік у заповіднику бувають з опадами, 152 — хмарних, 36 — ясних. Стійкий сніговий покрив встановлюється наприкінці грудня, сходить на початку квітня. Зима — найдовша пора року в Центрально-Чорноземному заповіднику, триває в середньому 130 днів, взимку часто спостерігають відлиги. Весна — найкоротша пора року, триває близько 60 днів, її характеризує швидке потепління і посушливість. Влітку на теренах заповідника часто спостерігають посухи, коли вологість повітря падає нижче 30 %, а незначні опади через густу рослинність навіть не потрапляють до ґрунту.
Найбільш вітряна пора року зима, коли швидкість вітру в середньому становить 5—6 м/с. Влітку вітри помітно слабші (3—4 м/с), в цей період вони найчастіше дмуть із північного заходу і заходу, а вітри східного і південно-східного напрямків завжди сухі і несуть із собою посуху.

## Географія та гідрологія

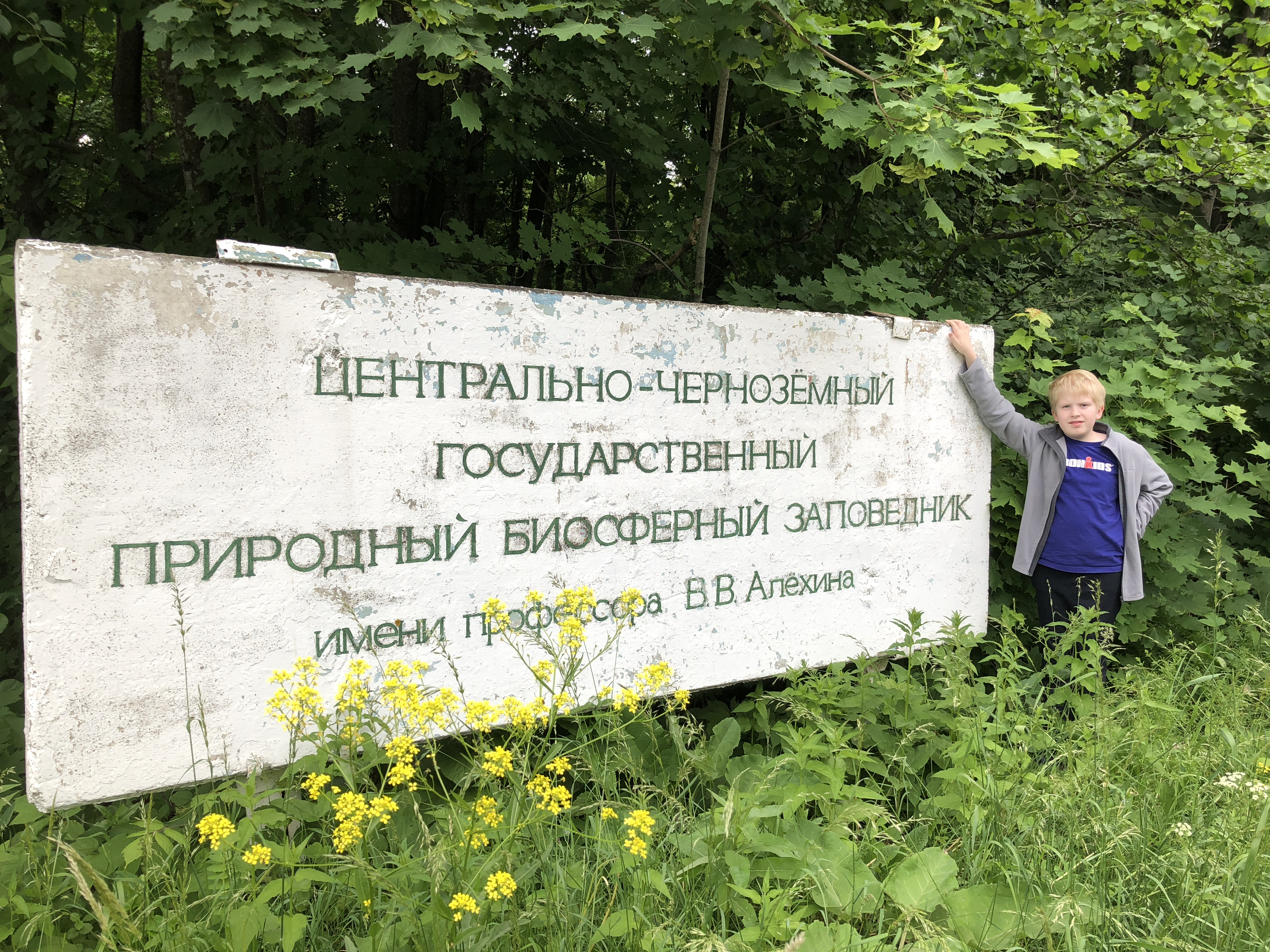
Вивіска на в'їзді до заповідника.

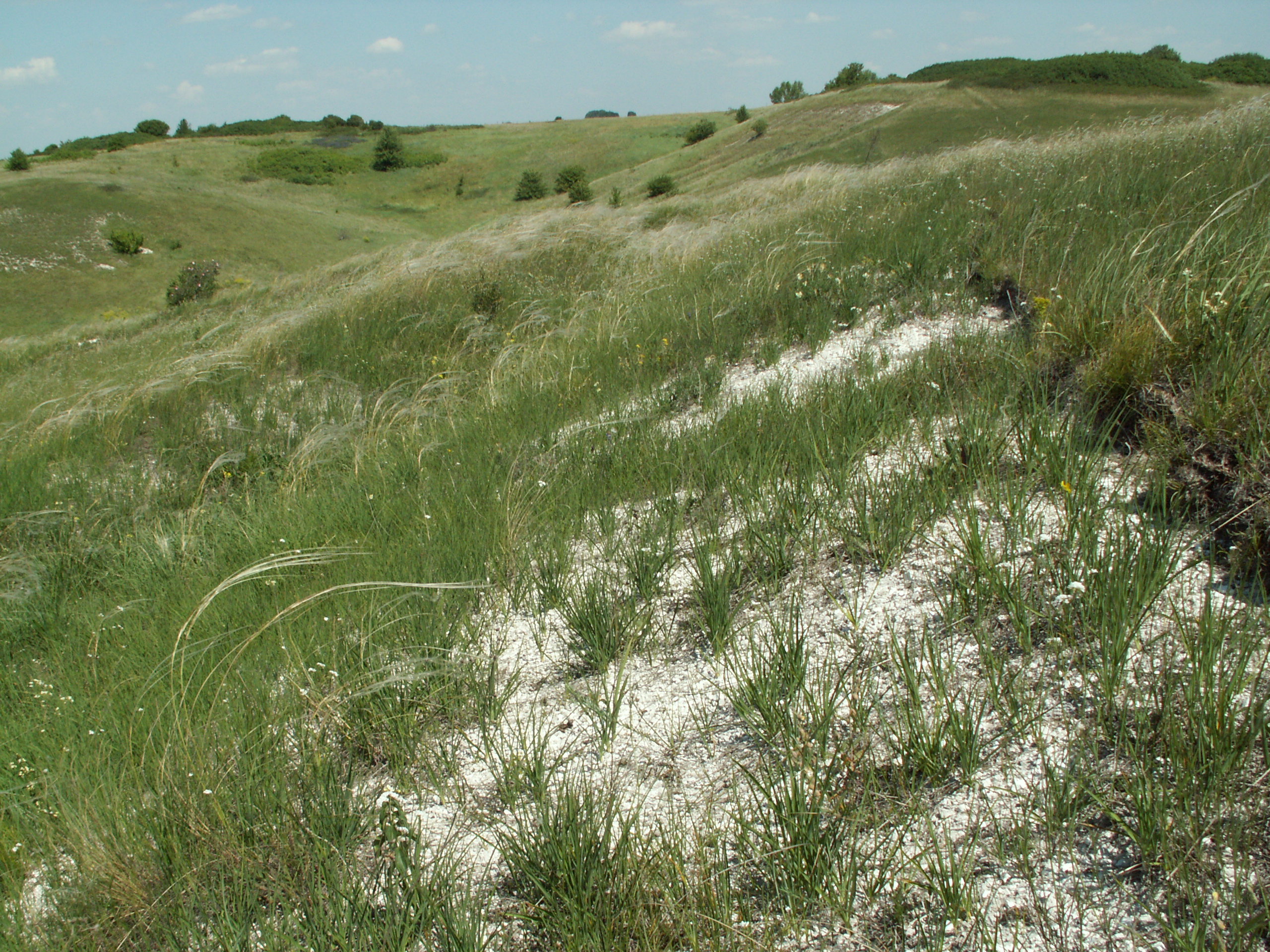
Відслонення крейди на схилі балки в урочищі Баркаловка.

Терени Центрально-Чорноземного заповідника складаються з 9 земельних фрагментів, об'єднаних у 6 ізольованих одна від одної ділянок. З них Стрілецький і Козацький степи розташовані в Медвенському районі Курської області, Букреєві Барми — у Мантуровському, Баркаловка — у Горшеченському, Зоринська ділянка — в Обоянському і Пристенському районах, також в Обоянському районі лежить і Заплава Псла. Усі ділянки мають надзвичайно складну конфігурацію, оскільки упритул оточені інтенсивно експлуатованими угіддями численних землевласників.
Стрілецький степ — найбільший заповідний кластер, обіймає площу 2046 га, буферна зона становить 10 258,8 га. Ця ділянка простяглася з північного сходу на південний захід смугою завдовжки 8 км і завширшки 1,5—2,5 км. Вона лежить за 10 км на південь від Курська, за 500 м від її західного кордону пролягає траса Москва — Сімферополь з інтенсивним рухом транспорту. В межах ділянки існує один населений пункт — селище Заповідне, в якому розміщено адміністрацію заповідника. На заході Стрілецького степу знаходяться маленькі лісові урочища Дуброшина, Дідів Веселий, Солов'ятник, у східній частині дислокується велике урочище Петрів ліс (500 га). Стрілецький степ лежить на плакорі, його північний кордон означений природною перешкодою — Петровим Логом. 42,4 % цієї ділянки займають степи і луки, 40 % — ліси, 14 % — схили.
Козацький степ — друга за розміром заповідна ділянка, має площу 1638 га, буферна зона охоплює 7754 га. Обриси цього кластеру більш-менш квадратні, Козацький степ віддалений від Стрілецького на 18 км у напрямку південного сходу. До кордонів заповідного ядра наближений лише один населений пункт — Стрелиця, інші розташовані на периферії буферної зони. Козацький степ включає два ландшафти, що мають чітко окреслену межу: західний — лісовий та східний — степовий. Загалом степи і луки обіймають 67 % його площі. Вони, в свою чергу, діляться на дві частини: Барибін Лог — степова цілина площею 600 га і Дальнє поле — переліг, на якому спостерігають відновлення первісної степової флори.
Букреєві Барми — ділянка площею 259 га, має буферну зону завширшки 5370 га. Віддалена від Курська в південно-східному напрямку на 100 км, розташована поблизу села Великі Бутирки. Вона складається з двох просторово відокремлених фрагментів. Невеликий західний включає діброви Букреєво і Борки, зв'язані виярком, що виходить до річки Репецька Плота. Більший за розміром східний фрагмент віддалений на 1,5 км, включає урочище Покоснево. Воно являє собою каньйоноподібну балку, вкриту лісом, що спускається вниз напівколами, схожими на старовинні прикраси — барми. Поруч з урочищем знаходиться Калиновий Лог. На Букреєвих Бармах кількісно переважають ліси, степи і луки займають 43,2 % площі ділянки.
Баркаловка — ділянка площею 365 га, її буферна зона обіймає 6129 га. Лежить за 120 км на південний схід від Курська, у безпосередній близькості від однойменного села. Ця ділянка, як і Букреєві Барми, складена двома ізольованими фрагментами. Менший лежить на південному заході і включає безлісе урочище Баркаловка. Більший знаходиться на північному сході і включає лісове урочище Городне. Степи і луки обіймають лише 24 % від загальної площі цієї ділянки.
Зоринська ділянка завбільшки 495,1 га, вирізняється відсутністю буферної зони. Розташована вона за 70 км на південь від адміністративного центру заповідника і за 8—9 км на схід від міста Обоянь. До її кордонів наближене село Зорино. Зоринська ділянка складена двома земельними фрагментами, розташованими упритул один до одного, розділяє їх лише залізнична гілка Обоянь — Ржава. Увесь західний фрагмент і південна частина східного зайняті сфагновим болотним масивом — Зоринськими болотами. Північна частина східного земельного фрагменту вкрита лісовим урочищем Расстрелище. Разом із перелогами навколо Зоринських боліт відкриті біотопи складають 53 % від загальної площі ділянки.
Заплава Псла — ділянка без буферної зони площею 481,3 га. Розташована за 60 км від адміністрації заповідника і лише за 500 м від кордонів Зоринської ділянки. Усю площу заповідної зони займає заплава річки Псел із трьома урочищами — Плавні, Лутов ліс і Запселецькі болота. Серед ландшафтів на цій ділянці переважають болота (понад половина площі), 2 % займають водойми.

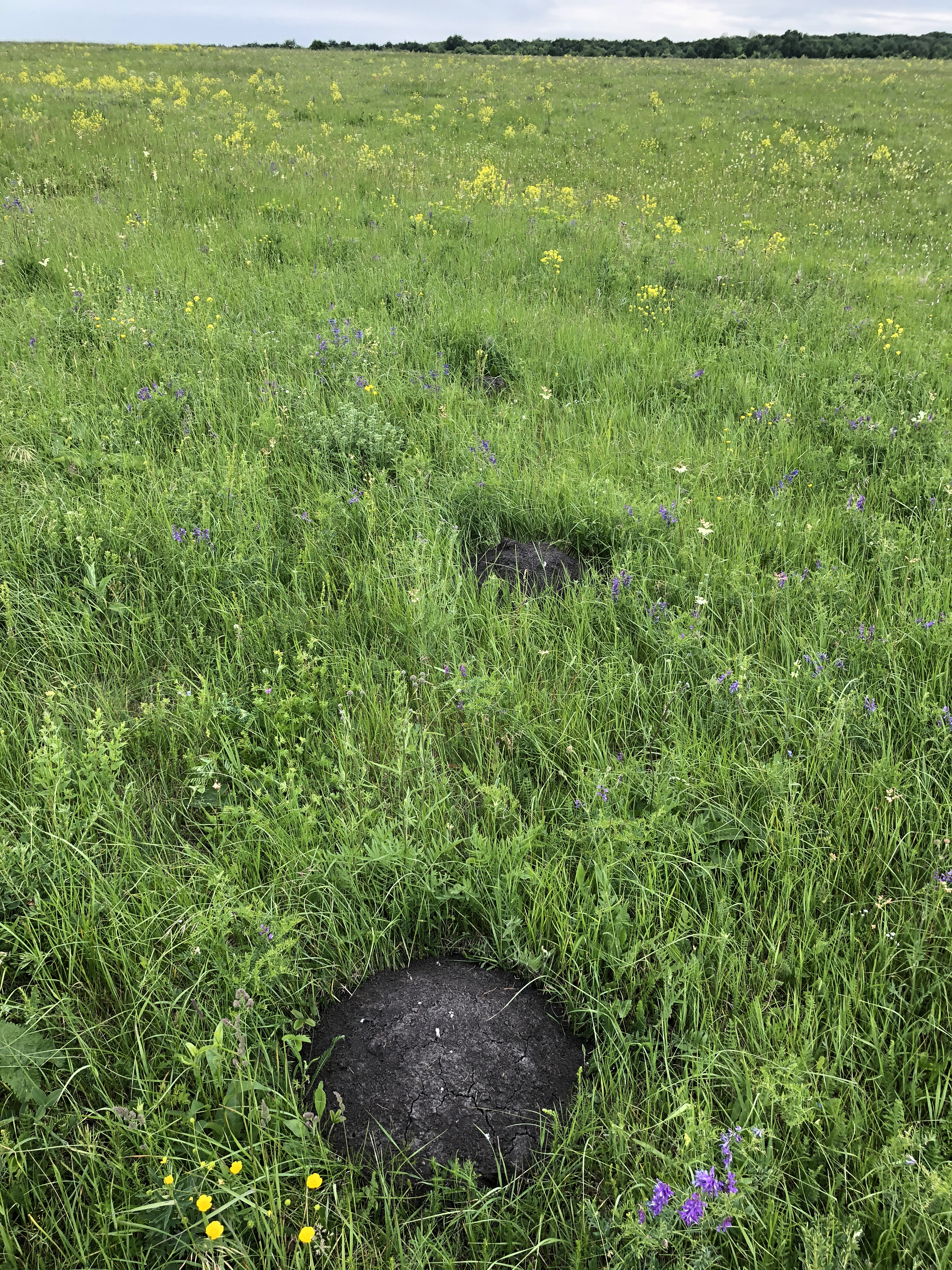
Ланцюг ґрунтових викидів, залишений сліпаком у степу.

Центрально-Чорноземний заповідник розташований у південно-західній частині Середньоросійської височини, в типово лісостеповій зоні. Його терени характеризує незначна лісистість при відносно великому (в порівнянні з південними степами) зволоженні. Оскільки незахищені корінням дерев ґрунти з часом розмиваються поверхневими водами, то в заповіднику дуже поширені саме ерозійні форми рельєфу: яри, виярки, балки тощо. Разом з тим в сучасну історичну добу ґрунтова ерозія в заповіднику майже не помітна, оскільки схили тут добре задерновані. На ділянках з близьким заляганням крейди (Стрілецький і Козацький степ, Баркаловка) поширені карстові форми рельєфу: провалля, лійки тощо. Подекуди вони трапляються не тільки на схилах балок, а навіть і на відкритих місцинах. На цих ділянках також поширені дві форми мікрорельєфу — степові блюдця і бугри. Степові блюдця мають вигляд понижень завглибшки 15—20 см і завширшки 1—2 м, часто вони розташовані ланцюжками, що збігають до балок. Блюдця приурочені до розколів у мергелях, їм у товщі земної кори відповідають приховані карстові лійки. Натомість, бугри є продуктом діяльності тварин. Вони формуються на старих викидах ґрунту з нір бабаків, нориць, сліпаків і ховрахів.
Історично склалося, що людська діяльність в цьому краї була зосереджена у низьких місцинах, найбільш зволожених і придатних для землеробства. Відповідно, найменш трансформованими виявилися підвищенні ділянки. Отже, Стрілецький і Козацький степи розташовані на висотах 178—262 м, Зоринська ділянка — на висоті 169—200 м, Заплава Псла — на висоті 155—167 м. Усі означені ділянки лежать на вододілі річок Сейм і Псел, тобто належать басейну Дніпра. Букреєві Барми і Баркаловка розташовані на висотах 163—238 м на вододілі Оскола і Кшені — річок басейну Дона. Гідрологічна мережа в Центрально-Чорноземному заповіднику розвинена вкрай нерівномірно. У Стрілецькому і Козацькому степу взагалі нема постійних водойм, а ґрунтові води залягають на глибині 12—14 м. В урочищі Баркаловка з крейдяного схилу б'є кілька струмків, що живлять невеличке безіменне болото, до цієї заповідної зони також входить ділянка річки Апочки. Зоринські болота являють собою низку залитих водою понижень діаметром від 5 до 75 м, розташованих на другій річковій терасі річок Псел і Запселець. Вони мають власний водотік — струмок Гнилець. І лише ділянка Заплава Псла має справжню велику річку. На ній уздовж річища Псла розташовані осяжні болота, що подекуди поросли лісом, а подекуди набувають вигляду плавнів. Колишні стариці Псла перетворились на озера, найбільше з яких — Жирне.

## Геологія та ґрунти
Центрально-чорноземний заповідник розташований на поверхні Воронезького кристалічного щита — давнього масиву, складеного гранітоґнейсами, кристалічними сланцями, залізистими кварцитами. В межах заповідника ці корінні породи перекриті осадовими, що залягають на глибинах 70—120 м. Осадові породи представлені здебільшого глинами з рідкими прошарками мергелів, вапняками, пісками і пісковиками. Зверху їх вкривають відклади крейдяної системи: глини, піски, крейда і мергелі. У Стрілецькому і Козацькому степу крейдяні відклади залягають близько до поверхні, а на Букреєвих Бармах і Баркаловці на схилах балок навіть оголюються. Ці крейдяні відслонення місцеві жителі називають «білогір'ями».
Геологічний вік крейдяних порід датують верхнім крейдяним періодом, а піщаних відкладів — палеогеном. На Стрілецькій ділянці у лісі Дуброшина на глибині 4,7 м виявлені третинні відклади у вигляді червонуватих пісків полтавського ярусу. Потужний шар лесоподібних суглинків у заповіднику залишили талі води дніпровського льодовика. Слід зазначити, що його вплив хоча і мало позначився на рельєфі цього краю, однак помітно відбився на флорі окремих заповідних ділянок. Лесоподібні суглинки разом з елювієм та делювієм корінних порід складають основу ґрунту.
Ґрунтовий покрив Центрально-Чорноземного заповідника складений чорноземами, сірими лісовими, лучно-чорноземними, чорноземно-лучними і заплавними ґрунтами. Основне багатство заповідника — чорноземи, вони представлені кількома типами: типовими, вилуговуваними, опідзоленими і «бабаковими». Показово, що зазвичай чорноземи формуються у лісостепу і степу, а в Центрально-Чорноземному заповіднику вони трапляються і на лісових ділянках.

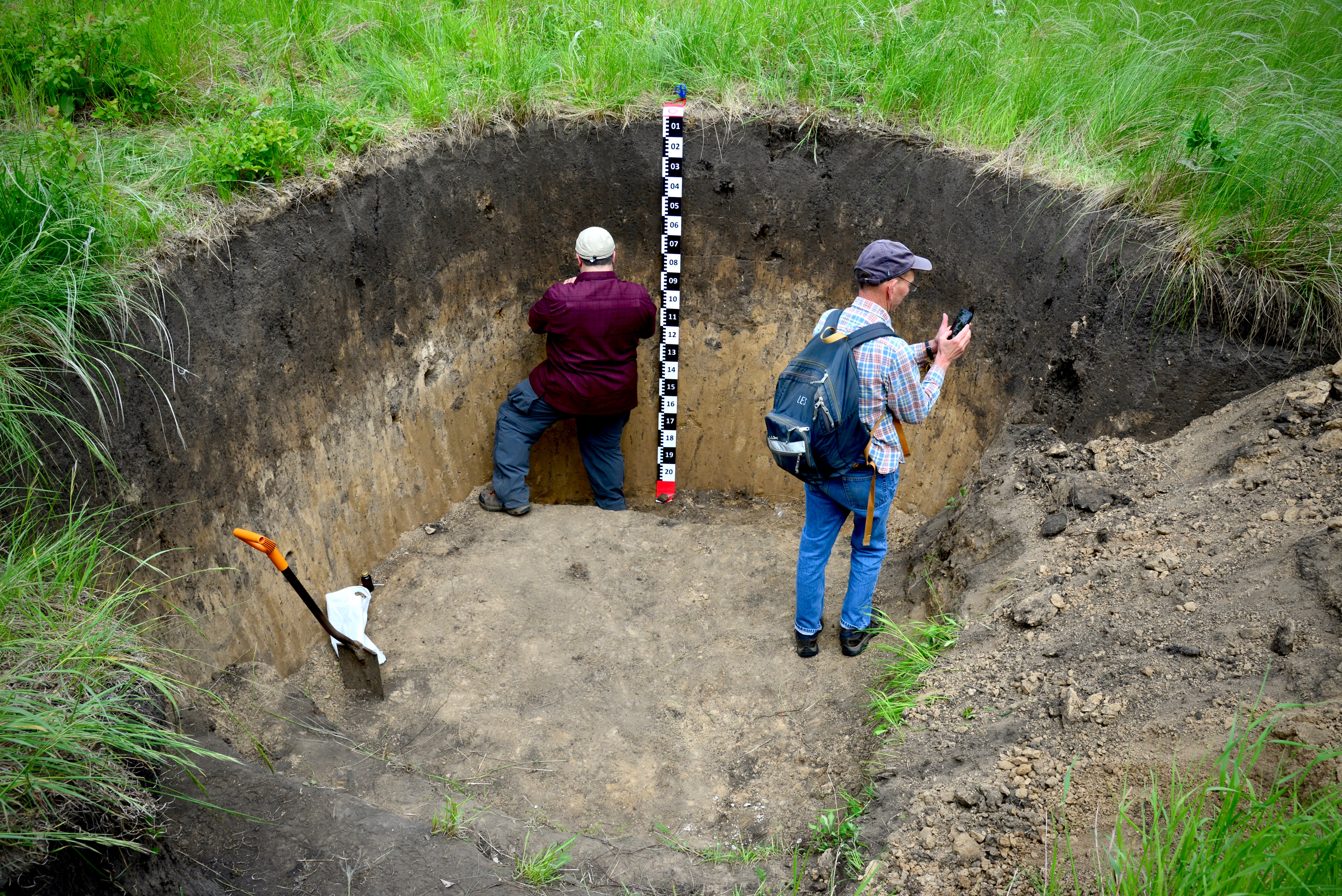
Науковці працюють у ґрунтовому розрізі, на стінках якого добре видно три горизонти.

Типові чорноземи вирізняються потужністю і плодючістю. В них розрізняють три горизонти: 1) гумусовий — завтовшки 80—100 см, темний і пронизаний корінням рослин, із вмістом гумусу 9—12 %; 2) перехідний — завтовшки 20—40 см, світліший, із концентрацією гумусу 1—2 %; 3) карбонатний — завтовшки понад 1,5 м, світлого кольору, зі слідами гумусу на рівні 0,4—0,6 %. Типові чорноземи заповідника вирізняє міцна порувата структура, яка надає їм стійкості до вивітрювання, вміст гумусу в них на 2—3 % вищий ніж в чорноземах навколишніх сільськогосподарських угідь. Типові чорноземи розвинені на вододілах і плакорах балок. Натомість, на схилах і дні балок розвиваються потужні вилуговувані чорноземи. В цих же місцинах зрідка можна натрапити на опідзолені чорноземи, що розвиваються в умовах додаткового поверхневого стоку, для них характерний прошарок кремнезему в нижній частині гумусового горизонту. На крейдяних ділянках такі чорноземи малопотужні (10—40 см завтовшки) і вже на глибині 30—90 см підстелені крейдою. «Бабакові» чорноземи сформувались на ґрунтових викидах з нір бабаків, за відсутності цих тварин у сучасній фауні заповідника їх можна розглядати як реліктові.
Лучно-чорноземні та чорноземно-лучні ґрунти займають незначні ділянки на дні балок і лощин в тих місцях, де вологи більше, ніж зазвичай. Так само рідкісні сірі лісові ґрунти, які трапляються лише на лісових ділянках у місцинах з близьким заляганням крейди і мергелю. Загалом розподіл ґрунтів за ділянками виглядає наступним чином: у Стрілецькому у Козацькому степу 70—75 % площі зайнято типовими чорноземами, 20—25 % — вилуговуваними, а решта припадає на опідзолені; на Букреєвих Бармах і Баркаловці переважають опідзолені і темно-сірі лісові ґрунти; на Зоринській ділянці чорноземами охоплено 68 % території; у Заплаві Псла 97 % складають заплавні ґрунти і лише 1 % припадає на чорноземи.

## Флора
Флора Центрально-Чорноземного заповідника налічує 1287 видів судинних рослин, в тому числі 13 видів, занесених до Червоної книги Росії, а також близько 1000 видів грибів. Розподіл рослин за ділянками такий: Стрілецький степ — 908 видів, Козацький степ — 744, Баркаловка — 654, Букреєві Барми — 526, Зоринська ділянка — 794, Заплава Псла — 537 видів. За типами рослинності переважають степи і луки, також значні площі зайняті лісами, значно менше представлені чагарникові зарості, болота (260 га) і рослинність водойм (9 га).

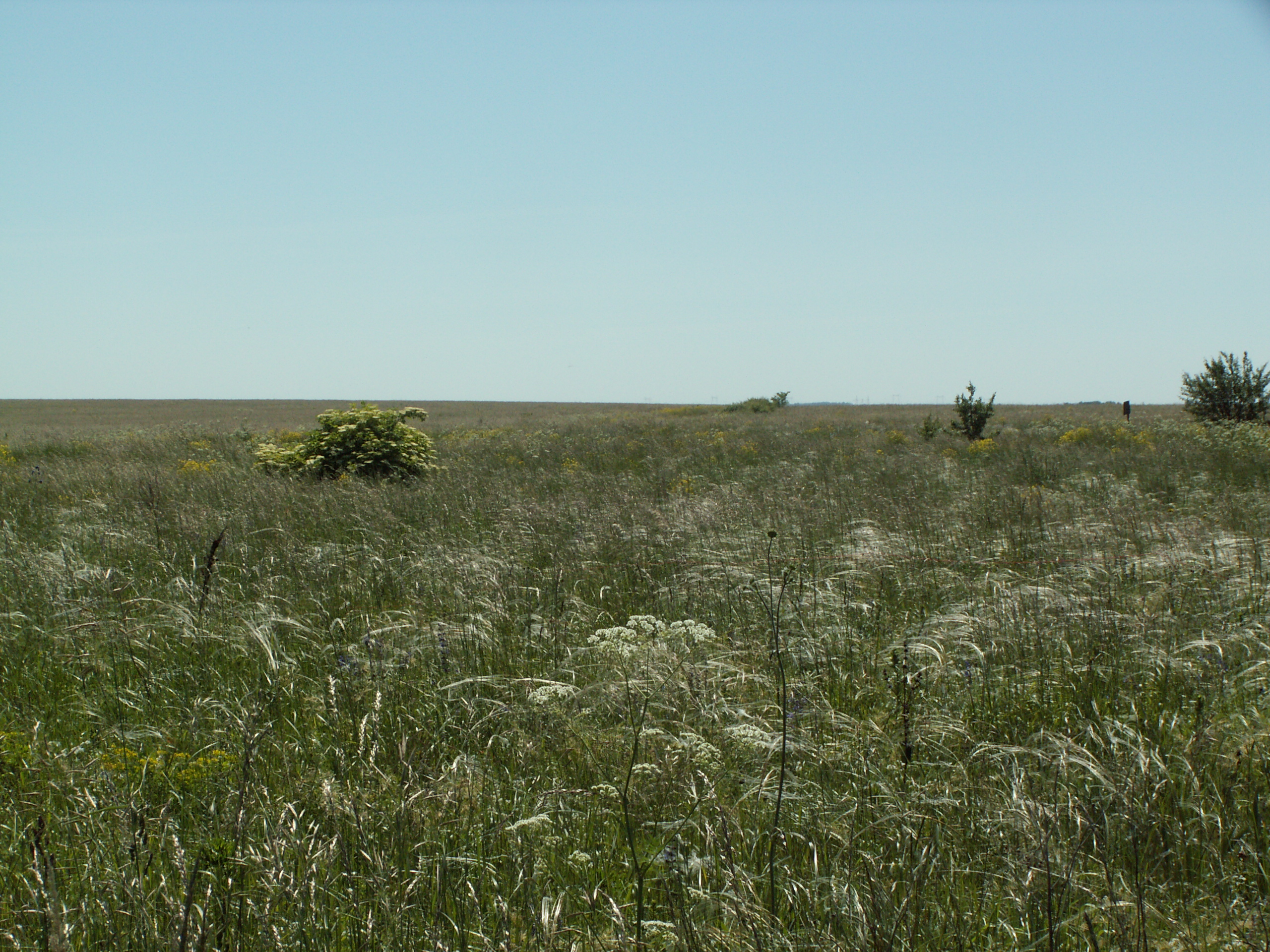
Козацький степ.

Степи Центрально-Чорноземного заповідника відносять до типу північних лучних, від південних їх вирізняє мальовничість різнотрав'я і яскрава зелень, яка не висихає навіть в кінці літа. Стрілецькому степу притаманне особливо значне видове різноманіття: В. В. Альохін нарахував на 1 м² цілини 1939 особин рослин 77 видів, а В. Н. Голубєв — від 1000 до 4000 особин 88 видів. Це дало підставу В. В. Альохіну назвати ці землі «Курською ботанічною аномалією» (за аналогією з Курською магнітною аномалією). В різні роки врожайність зеленої фітомаси коливається на сіножатях від 16 до 62 ц/га, а на абсолютно заповідних ділянках — від 23 до 55 ц/га.
Характерною особливістю лучних степів є виразна зміна аспектів — «хвиль» цвітіння різних рослин, причому травостій буває полідомінантним, коли одночасно масово квітнуть декілька видів, утворюючи плямистий килим. Перший золотаво-фіолетовий аспект у весняному степу створюють горицвіт весняний, крупка сибірська, сон широколистий, в травні на зеленому тлі молодих злаків проявляються жовті тони зіноваті руської і первоцвіту весняного, наприкінці місяця до них додаються яскраві білі та фіолетові плями анемони лісової, горошку молочного, півників безлистих. На початку червня степ радикально змінює палітру, набуваючи бузково-синього кольору завдяки квітам вики тонколистої, синяку червоного і шавлії лучної. А вже за кілька тижнів степовий килим набуває максимальної насиченості, граючи усіма барвами веселки. Таку гру кольорів дають квіти гадючника звичайного, журавця кривавого, зміячки пурпурової, конюшини альпійської і гірської, королиці звичайної, оману жорстковолосистого. У червні найвищого розвитку досягають злаки, хоча поруч з квітами вони і не так впадають у вічі. Щороку в степу домінують вівсюнець пухнастий, куничник звичайний, пирій середній, стоколосник прибережний, а в окремі роки дуже виразним стає аспект ковили пірчастої і пухнастолистої. В середині літа степовий килим блякне, тепер на ньому крім злаків можна побачити лише поодинокі плями еспарцета піскового, підмаренника справжнього, цар-зілля Литвинова. Деякі звичайні мешканці степу взагалі непомітні через малий розмір (фіалка запашна) або коротке цвітіння (льон багаторічний).
Слід зазначити, що багаті лучні степи поширені на Стрілецькій і Козацькій ділянках, а на Баркаловці і Букреєвих Бармах рослини, що полюбляють кам'янисті ґрунти з високим вмістом кальцію, сформували кальцефітно-петрофітні степи. Травостій таких рослинних угруповань відносно невисокий з меншою часткою злаків, натомість з вираженим чагарничковим і моховим ярусами. В петрофітних степах домінують вівсюнець пустельний, громовик донський, ковила найкрасивіша і пірчаста, осока низька, сонянка звичайна, чебрець вапняковий, останній вид на крейдяних схилах часто формує суцільні зарості (чебречники). Серед цих представників флори виділяються Bupleurum multinerve, Chrysanthemum zawadskii, вовче лико запашне, переломник Козо-Полянського, шиверекія подільська. Основні ареали означених видів охоплюють гірські області Сибіру, Альпи, Урал, у степу ж вони існують як анклав, що залишився після відступу дніпровського льодовика. Отже всі ці рослини слід вважати реліктовими залишками флори післяльодовикового періоду. З огляду на це ботанік Б. М. Козо-Полянський назвав їх «живими викопними», а сам тип такої рослинності «зниженими Альпами».
Луки Центрально-Чорноземного заповідника представлені різними типами: остепненими, суходільними, низинними, заболоченими. Найбільшу площу мають суходільні луки, що займають вододіли і верхні частини схилів, а на Зоринській ділянці ще й переліг. Флористичний склад таких угруповань формують тривіальні види відкритих просторів, як от деревій звичайний, кульбаба лікарська, пирій повзучий, тонконоги болотяний і вузьколистий. На Стрілецькій і Козацькій ділянках частина степів перетворилась на остепнені луки. На них поруч з представниками степового різнотрав'я ростуть типово лучні види: волошка лучна, осот щетинястий, пижмо звичайне, стоколосник безостий. У нижній частині схилів і на дні балок розвинені низинні луки. В умовах доброї зволоженності на них панують високі трави: злаки — грястиця збірна, китник лучний, мітлиця велетенська, тимофіївка лучна, щучник дернистий тощо; представники різнотрав'я — бугила лісова, гірчак зміїний, гребінник прибережний, гадючник болотяний, журавець лучний, підмаренник північний, рутвиця вузьколиста, чемериця зеленоцвіта, щавель кінський. Навесні на цих луках можна побачити багато ефемероїдів, таких як зірочки маленькі, рябчик руський і пшінка степова.
Рослини «знижених Альп»
Ліси Центрально-Чорноземного заповідника сильно фрагментовані і мають вигляд невеликих масивів, розділених сільськогосподарськими угіддями і балками. Їхня загальна площа складає 2464,2 га, з яких 81,4 % становлять природні ліси, а 18,6 % — деревні культури. Серед заповідних лісів переважають діброви (74 %), також поширені осичняки (7 %), деревостани інших типів утворені (в порядку зменшення їхньої частки) грушею звичайною, вербою козячою, кленом звичайним, яблунею лісовою, в'язом. Заповідні діброви представлені трьома типами: вододільні, що розвинулись на плакорах балок; байрачні, які займають схили і дно балок; заплавні, що ростуть по берегах водойм. Перший ярус дібров формують дуби, на окремих ділянках за участі липи і осики. Чисті осичняки трапляються на місці зведених дібров і по схилах балок. Обидва ці типа лісів здебільшого порослевого походження. В'язини, липини, березини в минулому займали вкрай обмежені площі, але в останні десятиліття розрослися. Також у першому-другому ярусі деревостанів поширені клени звичайний і польовий, хоча чистих насаджень вони майже не утворюють. На розріджених ділянках лісів панує верба козяча. У заплавній частині домінують ліси, утворені вільхою чорною, вербою білою і ламкою за участю тополі чорної. Серед інтродукованих дерев на окремих ділянках заплави Псла поширений клен ясенелистий, крім того, у заповіднику створені штучні лісонасадження з ясенів американського, звичайного і пенсильванського.

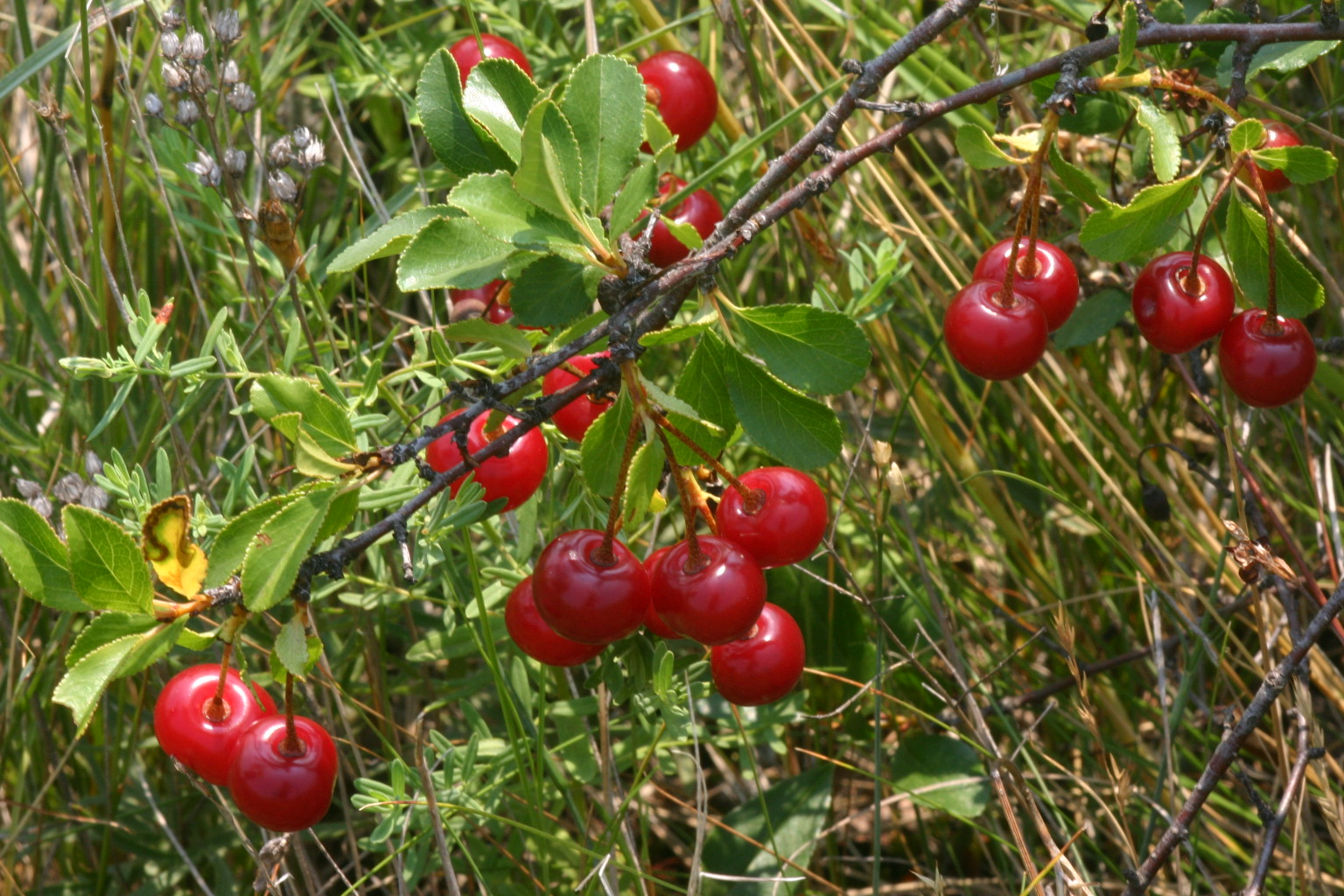
Ягоди степової вишні — улюблена пожива багатьох птахів і звірів.

У другому ярусі лісів усіх типів і на схилах балок часто трапляються поодинокі особини яблуні лісової й груші звичайної. Підлісок утворюють переважно черемха, горобина, ліщина, бузина чорна і червона, жимолость звичайна і татарська, калина, клен татарський. Дещо менше частка таких чагарників як бруслина бородавчаста і європейська, жостер проносний, крушина ламка. У трав'яному покриві беззастережно домінують конвалія, копитняк європейський, яглиця звичайна, а на окремих ділянках — вороняче око звичайне, орляк звичайний, переліска багаторічна, підмаренник запашний. Також у лісах всіх типів нерідко трапляються, у в заплавах повністю укривають землю зарості кропиви дводомної й чистотіла звичайного. Найбільш вологі вільшаники належать до осоково-комишового типу. В острівцях лісів при болотах у підліску більше дерену-свидини, глоду.

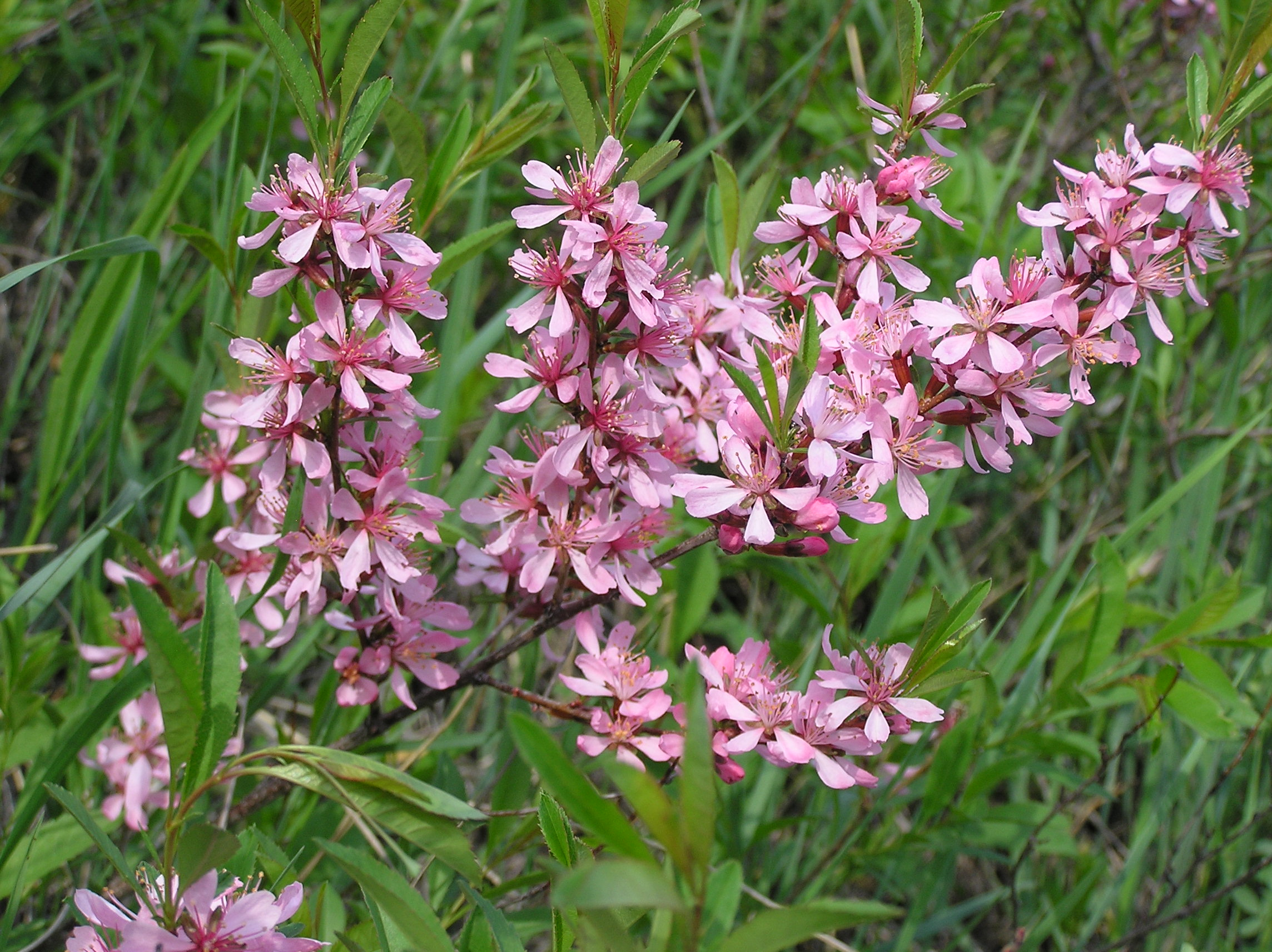
Квітне мигдаль степовий.

Особливим фітоценозом у Центрально-Чорноземному заповіднику є чагарникові зарості. Вони розвиваються на окремих ділянках абсолютно заповідного степу, де через відсутність косіння і випасання накопичується шар відмерлих трав. Він перешкоджає насіннєвому розмноженню трав'яних рослин, але слугує укриттям для великих плодів ягідних чагарників. Формуються ці зарості з поодиноких особин, що розсіяні по всьому степу. Ці рослини дають початок своєрідній колонії, яка з часом перетворюється на непрохідні хащі. Найбільш характерні для курських степів зарості вишні степової, мигдалю степового, терену, а також суміші терену з вишнею і терену з мигдалем. Менші площі займають зарості різних видів глоду і шишпини, хоча поодинокі особини цих рослин трапляються дуже часто. Лише у Стрілецькому степу і на Букреєвих Бармах знайдений барбарис звичайний, і тільки на Баркаловці можна побачити чисті або мішані з тереном зарості жовтої акації чагарникової.

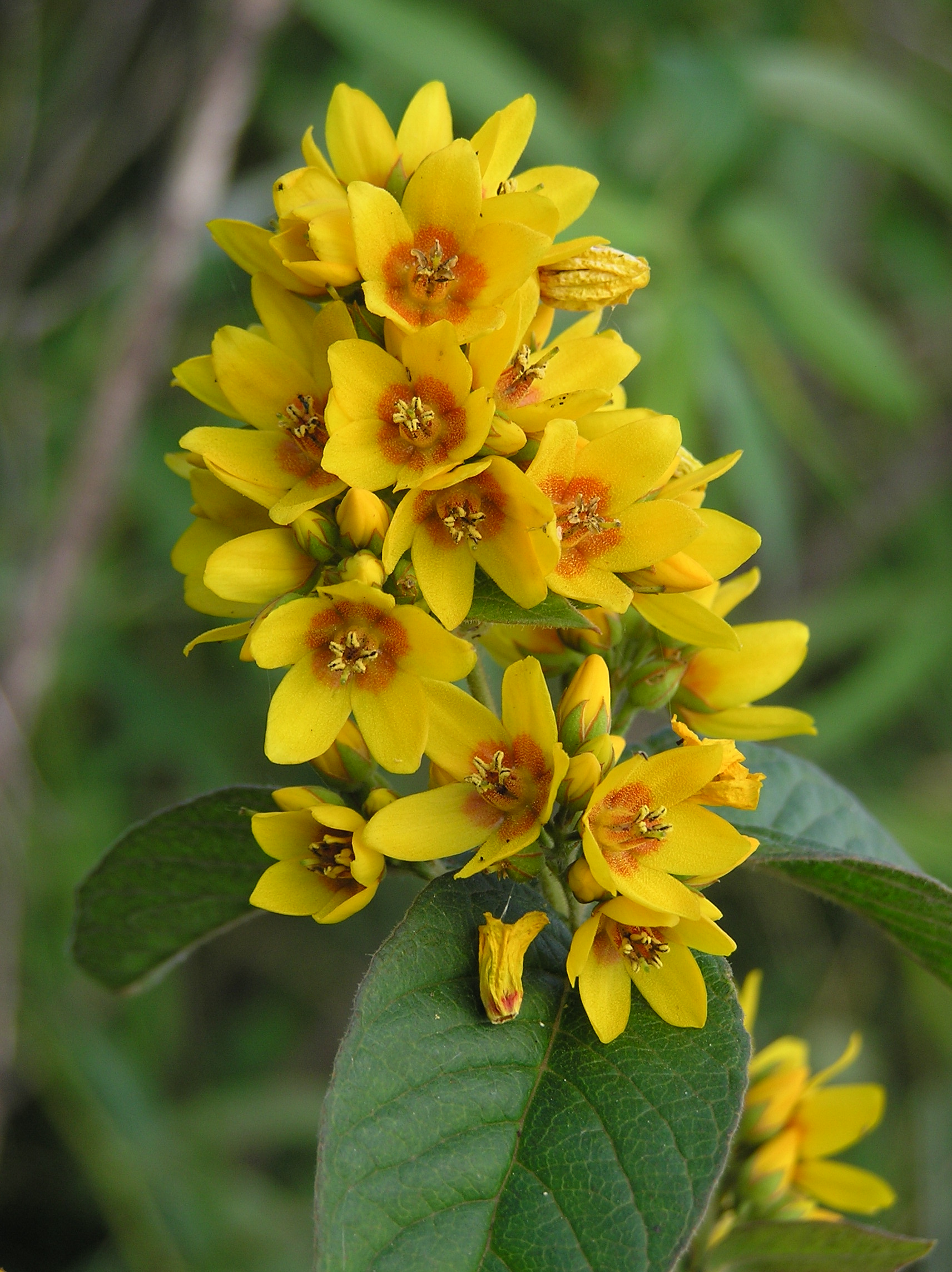
Вербозілля звичайне.

Попри незначну площу болота Центрально-Чорноземного заповідника різноманітні, вони представлені 5 типами: очеретяними, лепешняковими, осоковими, рогозовими і сфагновими. Перші чотири належать до трав'яних, а останній тип — до мохових боліт. На очеретяних і лепешнякових болотах травостій утворюють очерет, куничник сіруватий, лепешняк великий, тонконіг болотяний у різних співвідношеннях. Осокові — царство різноманітних осок: дернистої, гострої, лисячої, несправжньосмикавцевої, носатої, побережної, пухирчастої тощо. На рогозових панують рогіз вузьколистий і широколистий. Як домішки у травостої усіх цих боліт трапляються великий дягель лікарський, вовконіг європейський, живокіст лікарський, зніт болотяний, підмаренники болотяний і багновий, хвощ багновий, частуха звичайна, чистець болотяний, шоломниця звичайна. Чимало тут і яскраво квітучих рослин, як от: вербозілля звичайне, калюжниця болотяна, півники болотяні, плакун прутяний. Деревна рослинність на трав'яних болотах представлена заростями верби ламкої, тритичинкової, попелястої, п'ятитичинкової. Сфагнові болота існують лише на Зоринській ділянці на обмеженій площі (25 га), але вирізняються специфічним набором видів, притаманних тундровій зоні. Подібно до «знижених Альп» крейдяних ділянок їх слід розглядати як реліктову рослинність післяльодовикового періоду. З деревних рослин тут трапляються лише береза пухнаста і верби вушката, розмаринолиста, попеляста, п'ятитичинкова. З трав'яних рослин для наземного покриву типові бобівник трилистий, болотянка звичайна, вовче тіло болотяне, осоки багнова, пухнастоплода, струнокореневищна, очерет, пухівки вузьколиста і струнка, комахоїдна росичка круглолиста і непоказна орхідея м'якух болотяний. Та головну відмінність цих боліт утворюють мохи: 15 видів сфагнів, а також Aulacomnium palustre, Drepanocladus aduncus, Helodium blandowii, Polytrichum strictum. Особливої уваги заслуговують мохи, занесені до Червоної книги Курської області, більшість з яких в інших районах Курщини невідомі. До таких належать Pseudobryum cinclidioides, Straminergon stramineum, сфагнуми бурий, Вульфа, магелланів, Руссова, скручений.
Рослинність заповідних водойм представлена вільноплаваючими і зануреними гідрофітами. Серед них найбільше приваблюють погляд великі, часто суцільні, зарості глечиків жовтих і латаття сніжно-білого. Також з-поміж занурених рослин повсюдними можна вважати пухирник звичайний і ряску триборознисту, в той час як рдесники блискучий, кучерявий, Фриса притаманні лише ділянці Заплава Псла. З плаваючих рослин найчисельніші завитка ряснокоренева і ряска мала, які окремі водойми вкривають суцільним покривом. До рідкісних представників цієї групи відносять рясочку безкореневу, яка заселяє дві стариці в заплаві Псла. Цей вид занесений до Червоної книги Курської області.
Загалом у Центрально-Чорноземному заповіднику знайдено 13 видів рослин, занесених до Червоної книги Росії. До найбільш цінних червонокнижних видів заповідника слід віднести м'якух болотяний і зозулині черевички справжні, знайдені лише на Зоринській ділянці і Букреєвих Бармах відповідно. Обидві популяції представлені лише десятками особин. У степу нечисельні ковила Залеського, пухнастолиста й українська. Натомість єдина популяція східноєвропейського ендеміка Cotoneaster alaunicus у Букреєвих Бармах почуває себе добре. Центрально-Чорноземний заповідник відомий багатотисячними і стабільними популяціями вовчого лика запашного, ковили найкрасивішої і пірчастої, півників безлистих, півонії вузьколистої, проломника Козо-Полянського, рябчиків руського і шахового (найбільший осередок у Східній Європі).

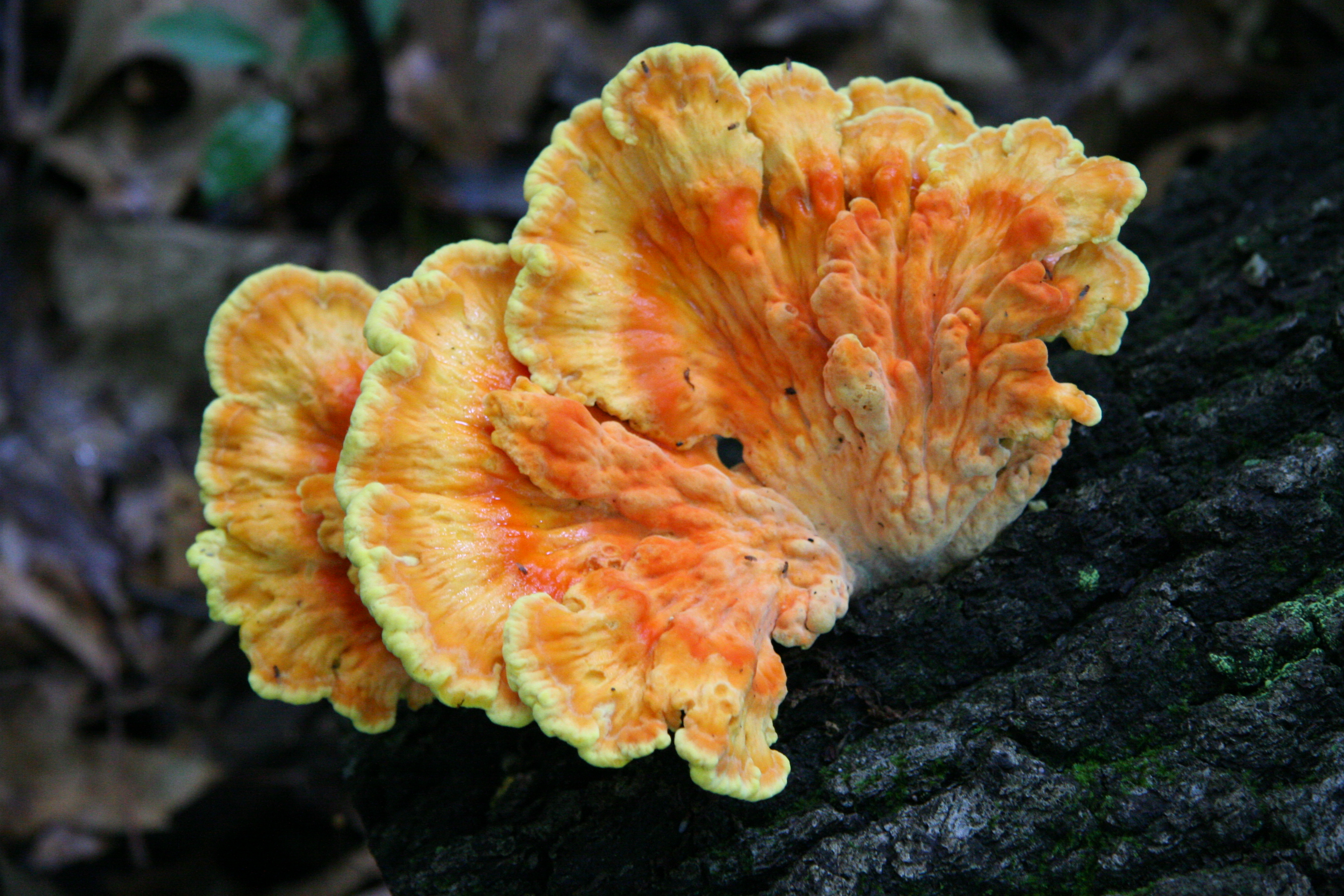
Трутовик сірчано-жовтий.

Гриби заповідника представлені 800 видами мікроміцетів і 200 видами макроміцетів. До першої групи належать переважно паразитичні гриби (борошнисторосяні, пукцинієві, сажкові), з яких найбільш типова борошниста роса дуба; значно менш в цій групі сапротрофів. Макроміцети представлені такими екологічними групами грибів: ксилотрофи (близько 30 % видів), мікоризоутворювачі (26 %), гумусові сапротрофи (27 %), підстилкові сапротрофи (13 %). Значна поширеність ксилотрофів, тобто грибів, що руйнують деревину, обумовлена наявністю старих деревостанів, серед видів цієї групи часто трапляються трутовики справжній, лакований, лускатий, сірчано-жовтий, Fomitopsis betulina. Гриби другої групи утворюють мікоризу з коренями дерев, серед них чимало загальновідомих їстівних (білий гриб, маслюк зернистий, моховик тріщинуватий, підберезовик, сироїжки) і отруйних (бліда поганка, іноцибе волокнистий, мухомор червоний, несправжні опеньки). Грибниця підстилкових сапротрофів пронизує лісовий опад, в ньому мешкають клітоцибе, міцени, деякі опеньки. Натомість гумусові сапротрофи уподобали верхній шар ґрунту, серед цих грибів чимало мешканців степу, до звичайних видів цієї групи відносять лисичку справжню, печерицю польову і степову.

## Фауна
Фауна Центрально-Чорноземного заповідника включає ссавців 50 видів, птахів — 226, плазунів — 5, земноводних — 10, павуків — 191, комах — понад 4000 видів. Заповідна біота охоплює 90 % біорізноманіття живих організмів у Курській області. Загалом 227 таксонів з описаних на території заповідника включені до Червоної книги Курської області, а 55 — до Червоної книги Росії.
З комахоїдних у Центрально-Чорноземному заповіднику звичайні білозубка мала, мідиці звичайна і мала, менш чисельні рясоніжка велика, їжак білочеревий. Європейські кроти, що у курській області знаходяться на південній межі ареалу, в охоронюваній зоні трапляються лише під час міграцій з вологіших районів. Кажани у заповіднику нечисельні і представлені лише 4 видами: вечірницею дозірною, вуханем звичайним, нетопирем лісовим і пергачем пізнім.

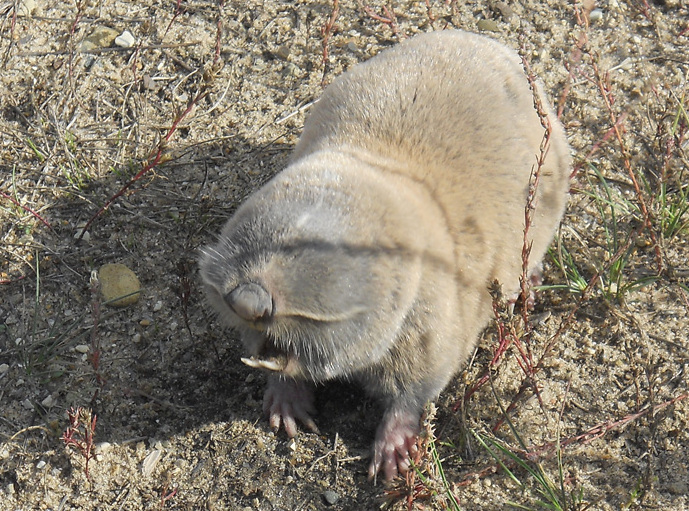
Сліпак східний — абсолютно сліпий звір, що веде підземний спосіб життя.

Гризуни належать до найрізноманітнішого ряду ссавців у заповіднику, тут мешкає 22 їх види. Стабільно висока чисельність у нориці рудої, яка полюбляє ліси і високі травостої, також у дібровах багато мишаків уральських, а в окремі роки — жовтогрудих. У відкритих біотопах аналогічне співвідношення між двома чисельними видами-двійниками — полівкою звичайною і лучною — та житником пасистим, який чисельно домінує лише в окремі роки. Звичайні, хоча і нечисельні через прив'язаність до людського житла, миша хатня та пацюк сірий. У водоймах Баркаловки і Зоринської ділянки селиться щур водяний, а на Зоринських болотах, крім того, розселилася акліматизована ондатра; у вільшанику біля річки Запселець знайдено одну хатку бобра. Завершують перелік наземних гризунів рідкісні види, що знаходяться в заповіднику на межі своїх ареалів: вивірка звичайна, мишівки донська і темна, строкатка степова, тушкан великий, хом'як звичайний, хом'ячок сірий, шапарка сибірська. Особливу увагу науковців привертають автохтонні степові гризуни — бабак степовий і ховрах крапчастий. Перший вид своїми колоніями здавна формував рельєф Стрілецького і Козацького степів, однак був винищений у 1870-х роках. 1999 року одна сім'я цих тварин облаштувалась поблизу кордону Зоринської ділянки, іншу бачили в буферній зоні Букреєвих Барм. Наразі у заповіднику створюють умови для реінтродукції цього гризуна в природу. Крапчасті ховрахи були вельми чисельні до 1950-х років, однак внаслідок несприятливих для них екологічних змін у XXI столітті з заповідних теренів щезли. Наразі у заповідних степах залишився один рельєфоформуючий вид — сліпак східний, що мешкає під землею і залишає на поверхні характерні викиди ґрунту. Екологічну нішу гризунів доповнює заєць сірий. На всіх ділянках заповідника це фоновий вид, якого можна зустріти як у степу, так і на лісових галявинах.

Лисиць до заповідника приваблює велика кількість гризунів і зайців.

Велика кількість мишоподібних гризунів приваблює на заповідні терени дрібних хижаків, серед яких фоновими видами є куниці лісова і кам'яна, ласиця мала. Нечисельні тхір лісовий і степовий. Нечасто трапляється горностай, який тяжіє до заплавних ділянок, натомість поблизу водойм чисельний візон, який, імовірно, витіснив європейську норку. Видра річкова у заповіднику мешкає на Зоринській ділянці і в Заплаві Псла по берегах Псла, Запсельця і Гнильця. З великих хижаків фоновим видом є лисиця, загальна чисельність якої в охоронюваній зоні становить 100—120 пар. Ці звірі живуть як у лісах, так і в степу. Майже не поступається їй чисельністю борсук, хоча він суто лісовий вид. Останнім часом його популяція скорочується через епізоотії. Конкурентами борсуків і лисиць виступа єнот уссурійський, втім, цей інвазійний вид з 1980-х років у заповіднику не розмножується, заходять лише поодинокі транзитні особини. Найбільший автохтонний хижак — вовк. Раніше його вважали шкідливим видом і до 1959 року в заповіднику знищили усі зграї, тепер його екологічну нішу захопили вовкособи, яких регулярно зустрічають на Баркаловці. Також у заповіднику часто полюють здичавілі домашні собаки.
До встановлення охоронного режиму копитних у Центрально-Чорноземному заповіднику не було. У 1950-х роках самостійно вселились сарни, у XXI столітті вони мешкають на всіх заповідних ділянках. Віддають перевагу лісовим стаціям, однак на годівлю охоче виходять у степ і на прилеглі поля. Взимку їхні стада можуть налічувати до 50 особин. У 1960-х роках на терени заповідника вселились лось і свиня дика. Чисельність обох видів регулювали до 1990-х років. Після заборони на відстріл вони розмножились (наприклад, максимальна чисельність свиней у 2000-х роках сягнула 440 особин), а потім через нестачу кормів частина тварин мігрувала. З 2010-х років у заповіднику чисельність свиней не перевищує 120—150 особин і є оптимальною, а осілих лосів взагалі нема, 2-3 особини лося регулярно заходять у заповідник на годівлю. До рідкісних копитних слід віднести оленя благородного: зазвичай з навколишніх мисливських господарств на Зоринську ділянку влітку приходять 2—4 особини. Усі види копитних в заповіднику страждають від вовків, здичавілих собак і браконьєрства.

Символ Центрально-Чорноземного заповідника — соловейко східний.

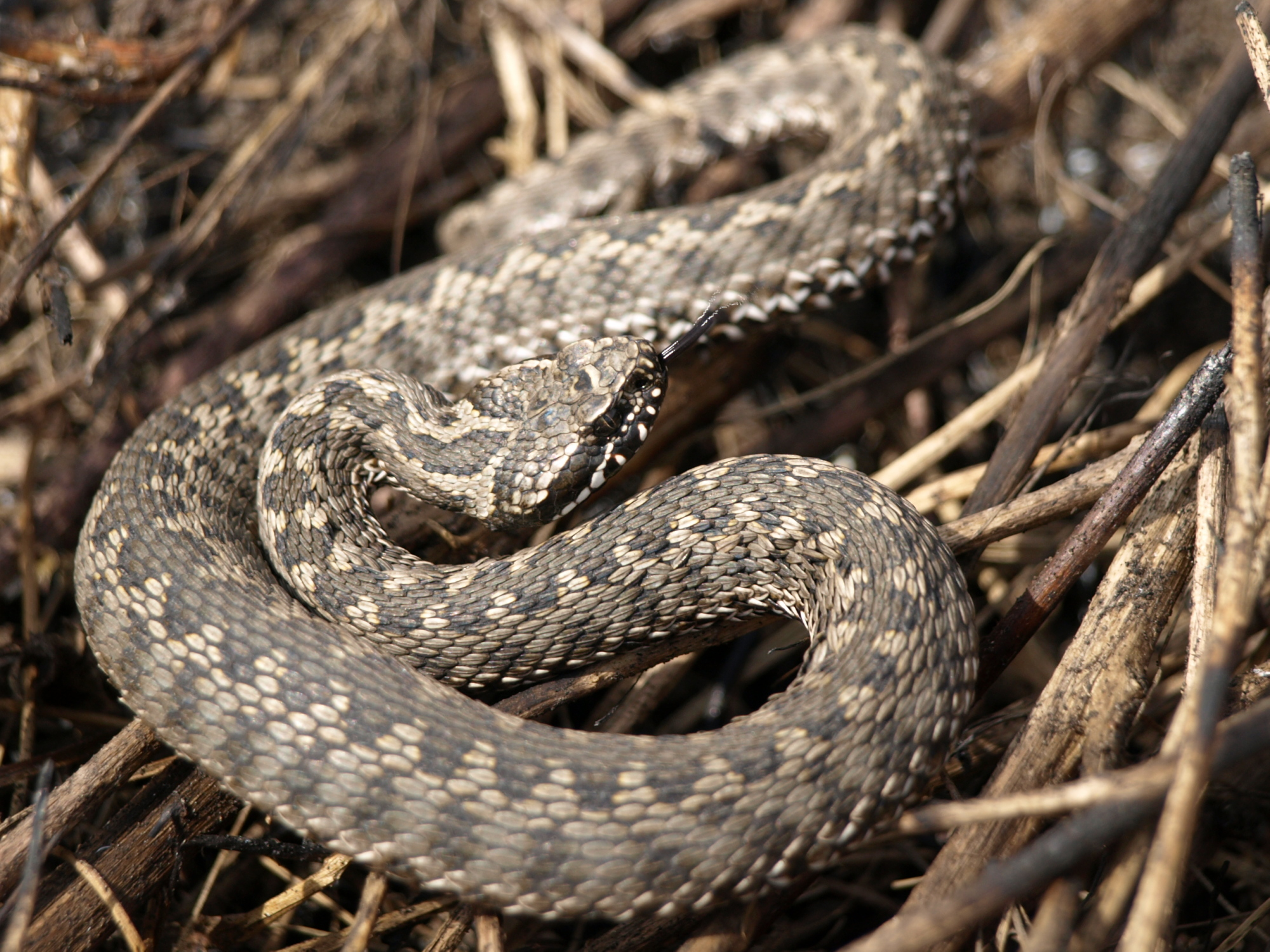
Гадюка степова — отруйна змія, що скорочує свою чисельність у Курській області.

У Центрально-Чорноземному заповіднику відмічали 80 % видів з орнітофауни Курської області, з них 90 — гніздові. За видовим різноманіттям лідерство тримають дрібні горобцеподібні, яких в охоронній зоні налічують 104 види. З них найчисельніший жайворонок польовий. Також у відкритих місцинах фоновими видами є вівсянка садова, грак, кропив'янка сіра, сорокопуд терновий, трав'янка лучна, шпак звичайний, щеврик лісовий, у лісах — вівсянка звичайна, вільшанка, вівчарики весняний і жовтобровий, вивільга, дрозди співочий і чорний, зяблик, крук, синиця велика, чикотень, щиглик. У заплаві найчастіше трапляється вівсянка очеретяна, поблизу водойм — плиска біла, у цих же біотопах мешкає плиска жовта, але вона менш чисельна. Взимку стають більш помітними осілі повзики, щиглики та кочівні пуночки, снігури, чечітка звичайні, чижі, до їхніх зграй нерідко приєднуються дятли. У населених пунктах навколо заповідника чисельні горобці хатні і польові, ворони сірі, сойки, сороки. Вони впливають на пернатих заповідника, конкуруючи з ними за гнізда або винищуючи їхні виводки. Серед рідкісних горобцеподібних у заповіднику спостерігали горіхівку і шишкаря ялинового (залітають з тайги), сорокопутів сірого і чорнолобого, шпака рожевого (залітає з південних степів). Осібне місце в цьому переліку займає соловейко східний, чия курська популяція вирізняється особливо гармонійним співом; цей птах навіть став символом заповідника.
Другим за видовим різноманіттям рядом пернатих у Центрально-Чорноземному заповіднику є соколоподібні. З них канюк і шуліка чорний гніздуються на всіх заповідних ділянках, незначно поступаються їм чисельністю луні польовий, степовий, лучний, болотяний, яструби великий і малий, малочисельні, проте виводять пташенят канюк степовий і орел-карлик. На зимівлях або прольотах в охоронній зоні бачили беркута, зимняка, орлана-білохвоста, осоїда, скопу тощо. З нічних хижаків у лісах масово гніздується сова вухата, а в степу — болотяна, рідше трапляються сова сіра і сич хатній. Також фоновими лісовими птахами з числа негоробцеподібних є зозуля і дятел звичайний, дещо менш розповсюджені дятли середній і малий, припутень. На відкритих просторах можна час від часу натрапити на бджолоїдок звичайних, сиворакш, серпокрильців чорних, лише у заплаві Псла гніздується одуд.

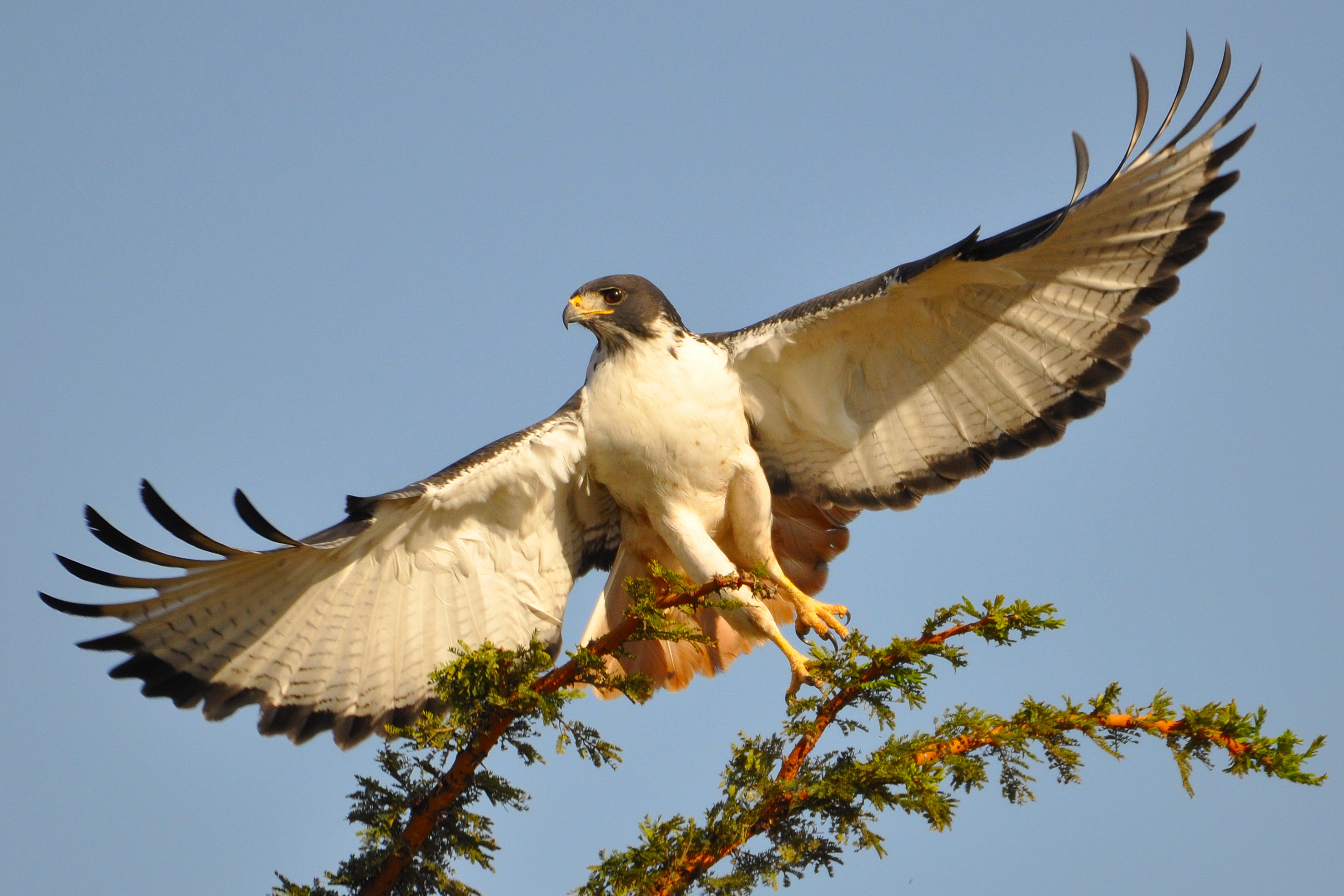
Канюк звичайний.

З власне степових пернатих у заповіднику нечисельні, але звичайні куріпка сіра і перепілка звичайна. До 1950-х років тут зрідка гніздувались дрохви, але тепер вони зникли внаслідок сильного антропогенного впливу на навколишніх угіддях. Натомість попри незначну кількість водойм у заповіднику добре себе почувають водоплавні і коловодні птахи. Так, на усіх заповідних ділянках відмічена чапля сіра, а найбільша її колонія у Заплаві Псла налічує 170 гнізд (одна з найбільших в Курській області). Доволі багато на заповідних водоймах чепур великих, крижнів, нерознів, свищів, чирянок великих, курочок водяних і лисок, регулярно відмічали поодиноких дрібних куликів різних видів. До заповідника масово прилітають на годівлю лелеки білі. На прольотах зупиняються журавлі сірі.
У Центрально-Чорноземному заповіднику відмічено 50 % видів плазунів Курської області. На всіх охоронюваних ділянках мешкають веретільниця, вуж звичайний, ящірки живородна і прудка, хоча вужі віддають перевагу берегам водойм, живородні ящірки — лісам і вологим місцинам, а прудкі ящірки — сухим лукам і степам. Осібно стоїть рідкісна змія, гадюка степова, яка мешкає тільки в Стрілецькому і Козацькому степах, на Букреєвих Бармах і Баркаловці. Земноводних заповідника можна розділити на три екологічні групи. До першої належать відносно сухолюбні види, здатні розмножуватись у тимчасових водоймах, й однаково поширені на усіх заповідних ділянках (жаба гостроморда, ропуха зелена, тритон гребінчастий, часничниця звичайна). До другої відносять вологолюбні види, які трапляються по всьому заповіднику, однак масово розмножуються лише у глибоких водоймах Зоринської ділянки і Заплави Псла (жаби їстівна, озерна, ставкова, кумка червоночерева, тритон звичайний). До третьої групи належить ропуха звичайна, яку можна спостерігати лише в Заплаві Псла і на Зоринській ділянці та й то зрідка.
Павуки Центрально-Чорноземного заповідника представлені різними екологічними групами. У травостої лук і лісів, серед чагарників мешкають павуки-тенетники, які плетуть павутинні мережі круглої чи неправильної форми. Серед них найчастіше потрапляють на очі аргіопа тигрова, Araneus quadratus, Cyclosa conica, Dictyna arundinacea, Linyphia triangularis. На квітках чатують на здобич павуки-засідники, які не тчуть павутини, а нападають із засідки. Серед таких переважають павуки-краби і Synema globosum. У лісовій і степовій підстилці шукають поживу павуки-мисливці, які ловлять здобич, перебуваючи в активному русі. Ця група на 80 % складається з павуків-вовків, також до неї належить поширена Pisaura mirabilis. Сухі ділянки з високою травою приваблюють павуків родини Philodromidae, а також павуків-скакунів, останні хапають здобич, стрибаючи на неї. До заповідної фауни належать два отруйних види павуків — жовтий павук і тарантул південноруський.

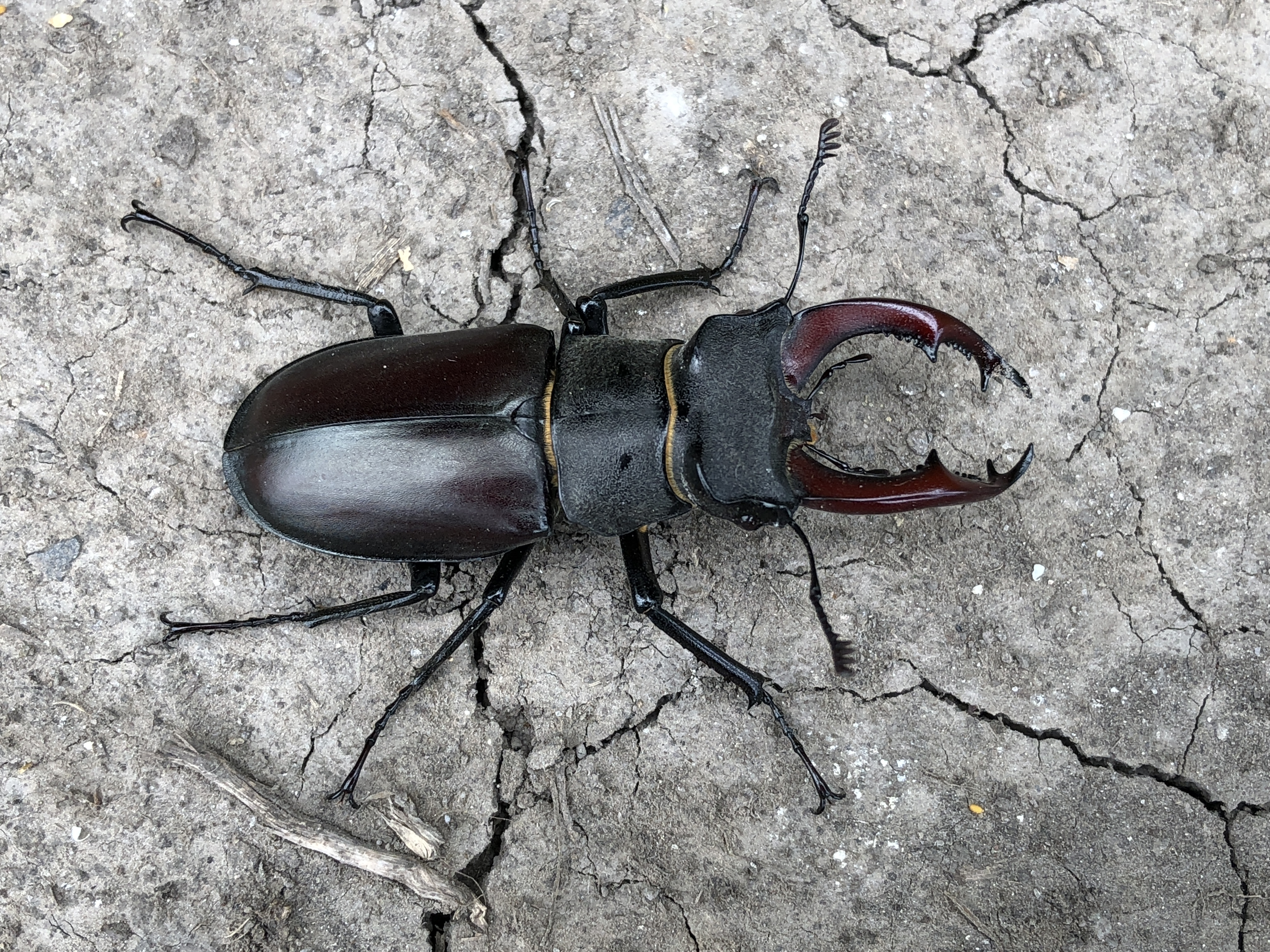
Жук-олень.

З понад 4000 видів комах заповідника найчисельнішу групу складають твердокрилі (близько 1000 видів), також багато представлені лускокрилі (понад 800 видів), двокрилі (400), перетинчастокрилі (275) і напівтвердокрилі (200). Густий трав'яний покрив степів і лук приваблює прямокрилих, яких тут налічують 51 вид, серед них є особливо рідкісна дибка степова. Фоновими видами у степах вважають різноманітних фітофагів: жуків-листоїдів, бронзівку волохату і золотисту, коренеїда-хрестоносця, клопів, попелиць, цикадок. У лісах екологічну нішу рослиноїдних заповнюють інші специфічні види листоїдів, а також довгоносики, скрипуни Saperda carcharias і Saperda populnea, хрущі, шпанська мушка та, особливо, метелик-листовійка Tortrix viridana. Деструкцією мертвої органіки займаються у лісах жук-носоріг європейський і жук-олень, чиї личинки живляться мертвою деревиною, а в степах роль санітарів виконують чисельні гнойовики. В усіх біотопах звичайні мертвоїди. Всі ці тварини приваблюють хижих комах: богомолів, мурах, ос, турунів (здебільшого птеростихів, турунів-великозубів), стафілінів і 30 видів сонечок. Найбільш вагомий внесок у запилення квітів вносять бджоли, джмелі і різноманітні денні метелики. Серед останньої групи комах розрізняють весняні види (жалібниця, сонцевик кропив'яний, цитринець) і такі, що активні переважно влітку (білан жилкуватий і капустяний, перламутрівки, синявці, сонцевики будяковий і павиче око). Фауна нічних метеликів представлена листовійками, совками-п'ядунами і бражниками, серед яких для заповідної території типові бражники винний, молочайний, підмаренниковий, тополевий. З числа дуже рідкісних метеликів у заповіднику поширені махаон і мнемозина, зафіксовані поодинокі зустрічі подалірія.

## Стан екосистем
Терени Центрально-Чорноземного заповідника зазнавали антропогенного впливу ще з прадавніх часів. Кочівники, а згодом і осілі селяни випасали тут своїх коней і худобу, заготовляли сіно, час від часу у степу спалахували пожежі. Однак цей режим експлуатації не завдавав істотної шкоди біоценозам, оскільки мало чим відрізнявся від природних процесів за участі травоїдних комах і копитних. Більш того, певне пасовищне і сінокісне навантаження навіть сприяло збільшенню біорізноманіття, тому сьогодні його розглядають як оптимальний спосіб збереження первісних екосистем.
Негативний вплив на степ став відчутним, коли оптимальний режим експлуатації порушили двома способами. По-перше, в XVII—XIX століттях частину степів розорали (сучасна територія заповідника включає декілька ділянок ріллі). Зменшення площі непорушеного травостою навколо заповідної зони підірвало кормову базу комах-запилювачів, стало фактором неспокою для наземних птахів. Як наслідок, уже в першій половині XX століття з фауни заповідника зникли великі хижі птахи (беркут, орел степовий тощо), а дрохви і хохітви були представлені поодинокими особинами. Після 1950-х років щезли і вони. По-друге, введення абсолютно заповідного режиму на окремих ділянках степів у 1930-х роках порушило природний обіг рослинної біомаси. Без поїдання худобою і косіння суха трава стала накопичуватися і створила шар степової «повсті», через який дрібне насіння диких трав не могло прорости. До того ж залишки трави затримували сніг, що обумовило вищий рівень вологості. Як наслідок, абсолютно заповідний степ почав заростати чагарниками і деревами. Щоб зберегти степові біоценози в 1959 році абсолютний режим заповідності залишили тільки на невеликих контрольних ділянках, а на решті ввели режим ощадного косіння. Є у заповіднику і невелике пасовище для коней інспекторів охорони. Саме на сіножатях і пасовищі дикі рослини і тварини почувають себе найкраще.

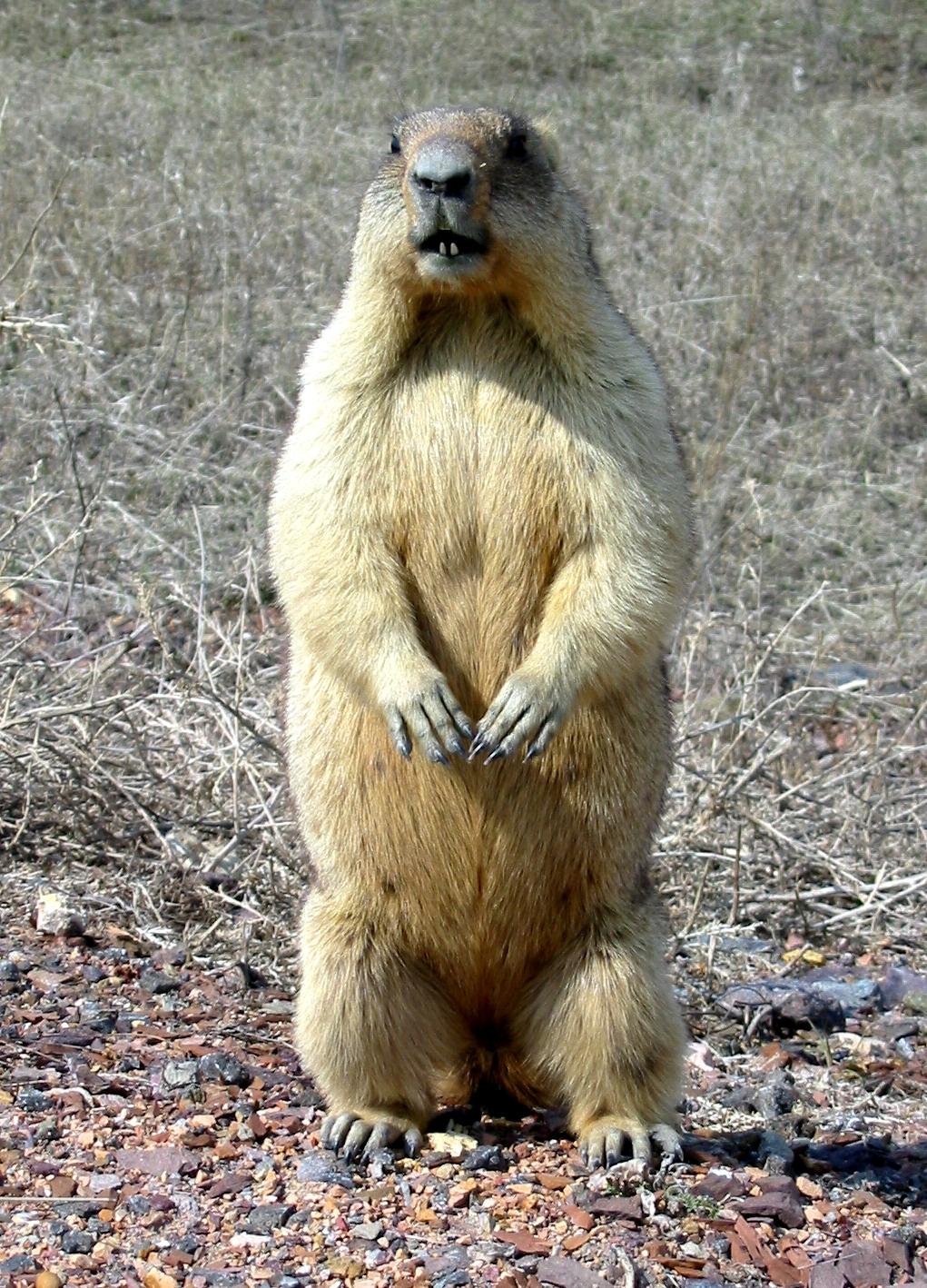
У заповіднику працюють над програмою реінтродукції степового бабака, в минулому корінного мешканця цих земель.

Заповіданим ділянкам ріллі працівники заповідника намагаються повернути первісний стан. Дальнє поле в Козацькому степу перетворили на переліг ще у середині XX століття. За тривалий час рослинність на ньому відновилась природним способом і нині вона майже не відрізняється від цілинного степу поблизу. Колишнє картопляне поле на Зоринській ділянці інтенсивно рекультивують двома способами: на одній його частині висівають насіння диких трав, на другій розкидають сіно, скошене у цілинному степу. Обидва способи дозволяють за стислий термін (кілька років) перетворити пашу на ділянку з вузьким, проте суто степовим набором диких рослин. У штучному агростепу вже цвіте найхарактерніша степова рослина — ковила.
Ліси Центрально-Чорноземного заповідника також зазнали антропогенного впливу. Під час Другої світової війни тут вирубали частину дібров, масово заготовляли бруслину — типовий лісовий чагарник. Через це ліси заповідника були розріджені, трав'яний порив у них скидався на лучний. За 60 років деревостани значно погустішали, підлісок відновився, а трав'яний покрив змінив характер на неморальний (тобто притаманний широколистяним лісам). Завдяки цьому в заповідних лісах значно побільшало птахів-дуплогніздників, а в заплаву Псла самостійно вселились бобри.
У 2020-х роках основною проблемою заповідника залишається антропогенний вплив навколишніх територій і браконьєрство. На мешканців степу і водойм впливає забруднення сільськогосподарських угідь пестицидами та іншими агрохімікатами. Через незаконне полювання у заповіднику неоптимальна чисельність сарн, кабанів, вовків і лисиць, практично немає лосів. Натомість екологічну нішу природних хижаків зайняли здичавілі собаки та особливо небезпечні вовкособи, на яких важко полювати. Певний негативний вплив мали й інтродуковані види диких тварин: наприклад, єнот уссурійський конкурує з лисицями і борсуками за нори, а візон витіснив аборигенну європейську норку. Місцеві популяції лисиць і єнотів страждають від епізоотій небезпечного для людини сказу. На цьому тлі оптимістично виглядає тенденція до розселення на заповідних землях бабаків — цінних степових гризунів, що проникають сюди з Бєлгородської області, науковці працюють над програмою їх реінтродукції до курських степів.

## Наукова діяльність
Перші наукові дослідження на теренах Центрально-Чорноземного заповідника здійснили ще до його заснування. Вже у 1908—1910 роках видатний геоботанік, майбутній професор В. В. Альохін звернув увагу наукової спільноти на потужні чорноземи і незвично багатий флористичний склад Стрілецького і Козацького степів. У 1926 році тут працювала експедиція Московського університету. Відразу після організації природоохоронної установи 1936 року в заповіднику розпочав дослідження Ґрунтовий інститут. Комплексні дослідження чорноземів повторив у 1956 році професор О. А. Роде. Деякі ґрунтознавчі спостереження на постійних майданчиках безперервно ведуться в заповіднику з 1946 року.
Іншим фундаментальним напрямком наукових робіт є ботанічний. Професор В. В. Альохін тривалий час досліджував курські степи на предмет флористичного складу, екологічної структури, фенології, займався питаннями систематизації, районування, охоронного режиму. У 1945 році він багато зробив для відновлення заповідника. Пам'ять видатного вченого увіковічили у назві природоохоронної установи. Після В. В. Альохіна цей напрямок продовжила геоботанік А. М. Семенова-Тянь-Шанська. У 1950—1968 роках в заповіднику працював учень В. В. Альохіна, ботанік С. С. Левицький, який відкрив чимало нових видів у заповідній флорі. З 1961 по 1985 рік директором Центрально-Чорноземного заповідника був лісовод О. М. Краснитський, який не тільки досліджував відновлення дібров, але й зробив чималий внесок у створення матеріальної бази установи, відновлення заповідників Галиччя Гора, Ліс-на-Ворсклі, Жигулівського. Фауністичні дослідження мали у заповіднику другорядне значення і велися в першу чергу в ентомологічному й орнітологічному напрямках. У 1960—1970-х роках тут працювали такі видатні ентомологи, як К. В. Арнольді, М. С. Гіляров, Г. Я. Бей-Бієнко. З 1980-х років науковці заповідника проводять дослідження і за його межами, наприклад, ведуть постійні спостереження за оселищами рідкісних рослин, грибів і тварин у Курській області, беруть участь у створенні томів Червоної книги Курської області, наглядають за станом деяких місцевих природних пам'яток.
Наразі в Центрально-Чорноземному заповіднику ведуться постійні спостереження за 10 напрямами. Регулярно видають Труди заповідника і Літопис природи (вийшло 58 томів). Лише у 1995—2011 роках науковцями установи видано 48 монографій і тематичних збірок, 1002 окремі статті. За цей же період у природоохоронній установі пройшли стажування 537 спеціалістів з 71 організації, відбули практику 1150 студентів з 24 вишів Росії, Польщі, Німеччини, Австрії, Швейцарії, Швеції. За весь період існування заповідника в ньому стажувались спеціалісти з 50 країн. 1998 року заповідник удостоєний диплома Ради Європи, його «Літопис» разом із «Літописами» Воронезького і Хоперського заповідника визнаний взірцевим.

## Просвітництво і туризм
Фрагментованість території й наближеність до кордонів заповідника щільної інфраструктури сприяли його перетворенню на центр екологічної просвіти й туризму. Зусилля співробітників природоохоронної установи спрямовані в першу чергу на роботу з дітьми та молоддю. Для них щорічно проводять літні експедиції, під час яких юннати долучаються до роботи науковців і виконують власні досліди. Для шкільних викладачів організовують семінари, екскурсії; на базі заповідника діє дитячий театр «Кульбабка». В 2005—2006 роках у рамках програми «Інші батьки» у заповіднику відпочивали і навчалися 30 підлітків із проблемних родин.
Заповідник тісно співпрацює з місцевими медіа, щорічно у пресі публікують близько 30 заміток при охорону природи, а співробітники заповідника дають близько 40 інтерв'ю на радіо. Також тут регулярно організовують акції, наприклад, «Солов'їні ночі», в рамках якої мешканці Курська обліковували міських соловейків. Чимало уваги приділяють проведенню різноманітних конкурсів. Вже традиційними стали виставки фотографій, дитячої творчості, декоративно-прикладних виробів тощо (12—13 на рік), щорічно їх відвідує 20—28 тисяч осіб. У 1971 році в заповіднику відкрили Музей природи, в колекції якого близько 250 експонатів. Чотири тематичні експозиції розповідають про історію заповідника, його клімат, ґрунти, рослинний і тваринний світ, видатних співробітників. За весь час роботи музею його відвідали близько 120 тисяч екскурсантів з 40 країн.
Для широкого загалу в Центрально-Чорноземному заповіднику організовують літні екскурсії по двох екскурсійних стежках — «Стрілецький степ» і «Заповідна діброва». На цих піших маршрутах відвідувачі можуть побачити типові степові й лісові ландшафти, рідкісні рослини (наприклад, півонію вузьколисту), сліди життєдіяльності тварин (зайців, сарн, лисиць, сліпаків), експериментальні майданчики і культурну пам'ятку (половецьку бабу). Також до їхніх послуг діє еколого-інформаційний центр з учбовою аудиторією, бібліотекою, кухонно-санітарним блоком. Щорічно центр відвідують близько 1000 гостей заповідника.